# Stockholms universitet
Stockholms universitet (SU) är ett svenskt statligt universitet i Stockholm. Det grundades 1878 under fullmäktigeordförande av överståthållare Gillis Bildt, under namnet Stockholms högskola (StHS). Nuvarande namn och universitetsstatus erhölls den 3 september 1960, då Stockholms högskola förstatligades. Stockholms universitets huvuduppgift är att bedriva utbildning och forskning av hög kvalitet och att samverka med samhället. Universitetet är beläget inom Kungliga nationalstadsparken.
År 2024 har universitetet omkring 30 000 helårsstudenter fördelade över fyra fakulteter inom samhällsvetenskap, naturvetenskap, humaniora och juridik.

## Historia

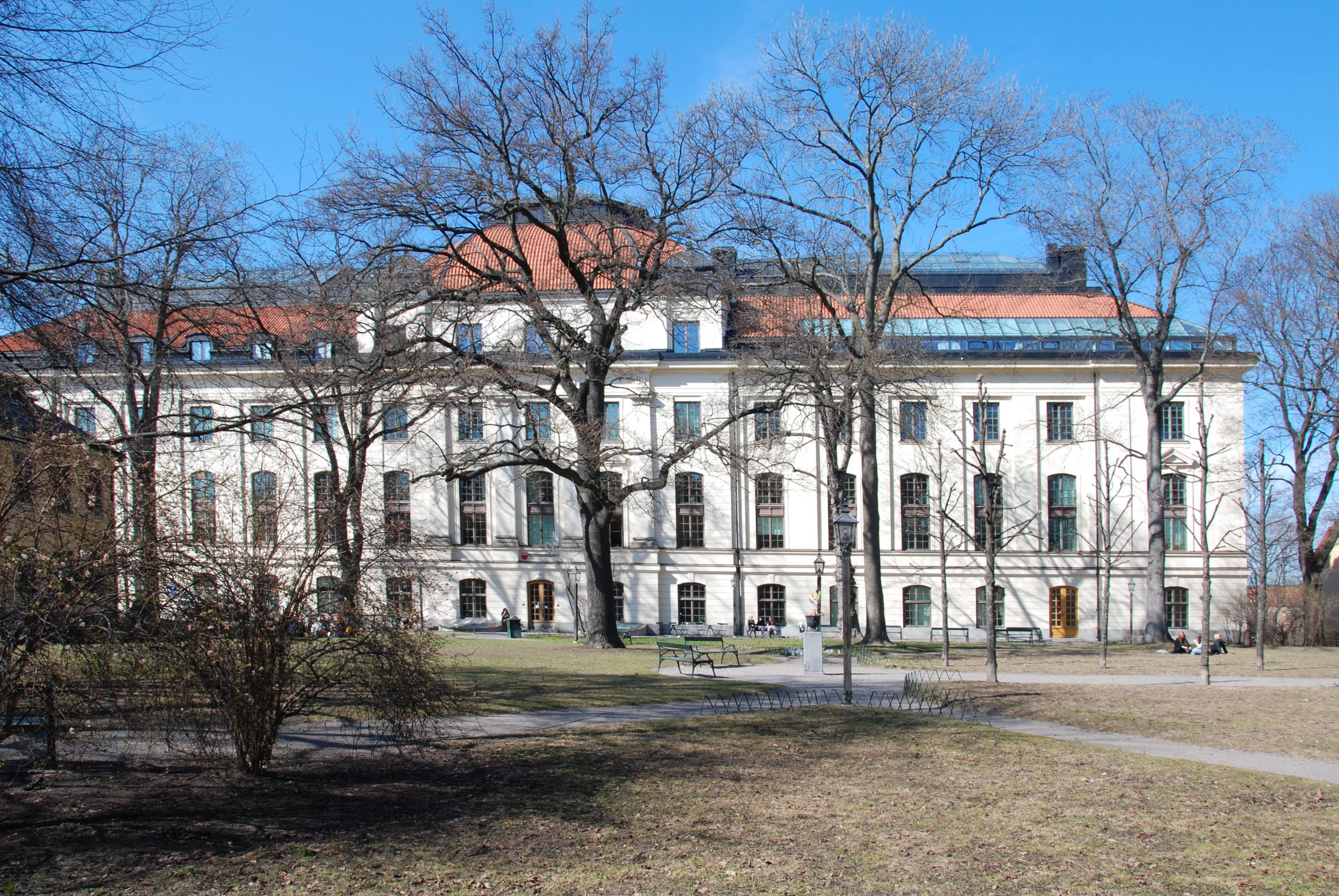
Stockholms högskola på Kungstensgatan 45 vid Observatorielunden i Stockholm.

En tradition av högre utbildning fanns i huvudstaden långt före det att Stockholms högskola bildades. Det främsta exemplet är Collegium regium Stockholmense, en katolsk högskola belägen vid Gråbrödraklostret på Riddarholmen, grundad år 1576 av  Johan III. Detta lärosäte förföll emellertid år 1593, då dess professorer flyttades till det år 1580 upplösta Uppsala Universitet och där återupprättade universitetet.
Initiativet till bildandet av Stockholms högskola togs av stadsfullmäktige, genom ett beslut i december 1865 om bildande av en fond och en kommitté, för att "inom hufvudstaden upprätta en högre utbildningsanstalt". De nio ledamöterna i kommittén var respekterade medborgare som på olika sätt verkade för vetenskapens och samhällets utveckling. Ämbetet fullmäktigeordförande i Stockholms stad hölls fram till 1904 av överståthållaren, förordnad av Kungl. Maj:t. År 1865 var detta Didrik Anders Gillis Bildt.
Nästa viktiga steg togs i oktober 1869, då Högskoleföreningen bildades. Flera kommittémedlemmar blev ledamöter av Högskoleföreningen - bland annat professor Pehr Henrik Malmsten. Föreningens uppgift var att upprätta en högskola i Stockholm och skulle "ej upplösas förrän högskolan kommit till stånd och dess framtid kunde anses tryggad". Grundstadgar för Stockholms högskola antogs i maj 1877 och på Höstterminen året därpå började den egentliga verksamheten.
Stockholms högskola inledde sin verksamhet hösten 1878 med stöd av bidrag från allmänheten och Stockholms stad. Till en början höll man till i förhyrda lokaler och föreläsningar hölls uteslutande i naturvetenskapliga ämnen. De första egna professorerna anställdes under 1880-talet, bland dem Sveriges första kvinnliga professor Sofia Kovalevskaja som var professor i högre matematisk analys. Den förste samhällsvetenskaplige professorn var Viktor Rydberg, professor i kulturhistoria från 1884. Professor Svante Arrhenius erhöll som förste svensk ett Nobelpris, i kemi 1903.
Först 1904 erhöll högskolan rätt att utfärda examina och promovera doktorer. Under de följande åren byggdes fakultetsstrukturen ut och högskolan fick egna lokaler vid Observatorielunden i Stockholm (huset på Kungstensgatan 45). Under 1930-talet diskuterades en sammanslagning med andra högskolor i Stockholm för att bilda ett gemensamt universitet, men av detta blev intet, och Stockholm har därmed fortfarande en mängd högskolor inriktade på olika discipliner. Sålunda är Karolinska Institutet, med medicinsk utbildning och forskning, inte en del av Stockholms Universitet. 

### Kårhusockupationen

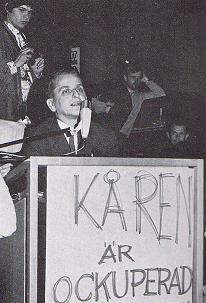
Utbildningsminister Olof Palme talar vid kårhuset.

Studenterna vid Stockholms universitet ockuperade sitt eget kårhus på Holländargatan maj 1968. Ockupationen hade sin upprinnelse i ett möte som Stockholms universitets studentkår utlyst fredagen den 24 maj 1968 för att diskutera arbetet med UKAS, regeringens kommande proposition till ny studieordning. Socialistiska studentorganisationer, bland annat Clarté, KFML och Vänsterns Ungdomsförbund, ansåg att staten genom UKAS försökte toppstyra högskolorna. För att protestera mot detta förklarade mötesdeltagarna kårhuset ”ockuperat”. Olof Palme närvarade, och när Palme nämnde ordet ”samhälle” blev han avbruten av en 16-årig Mats Gellerfelt, som frågade ”Vilket samhälle? Ditt och Wallenbergs?” En märkbart upprörd Palme adresserade visserligen inte Wallenberg, men deklarerade att: ”det samhälle som vi skall ha, det är ett demokratiskt samhälle, som bygger på fria allmänna val, som avvisar våldsmetoder för att lösa samhällsproblem”. Försök gjordes också från studenternas sida gällande att ockupera Stockholms stadsteater, Konserthuset, Operan och Centralstationen.

#### Flytt

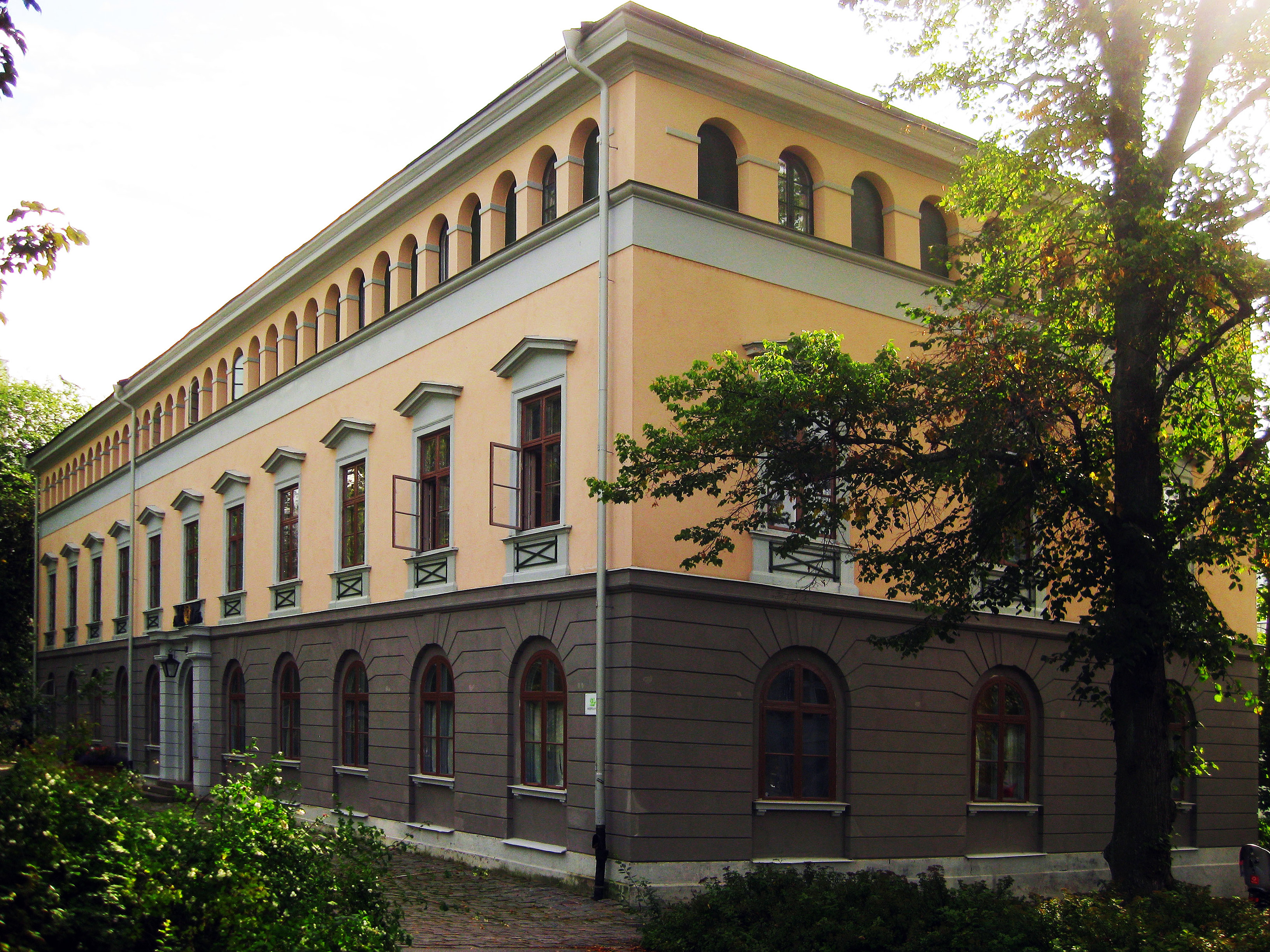
Bloms hus

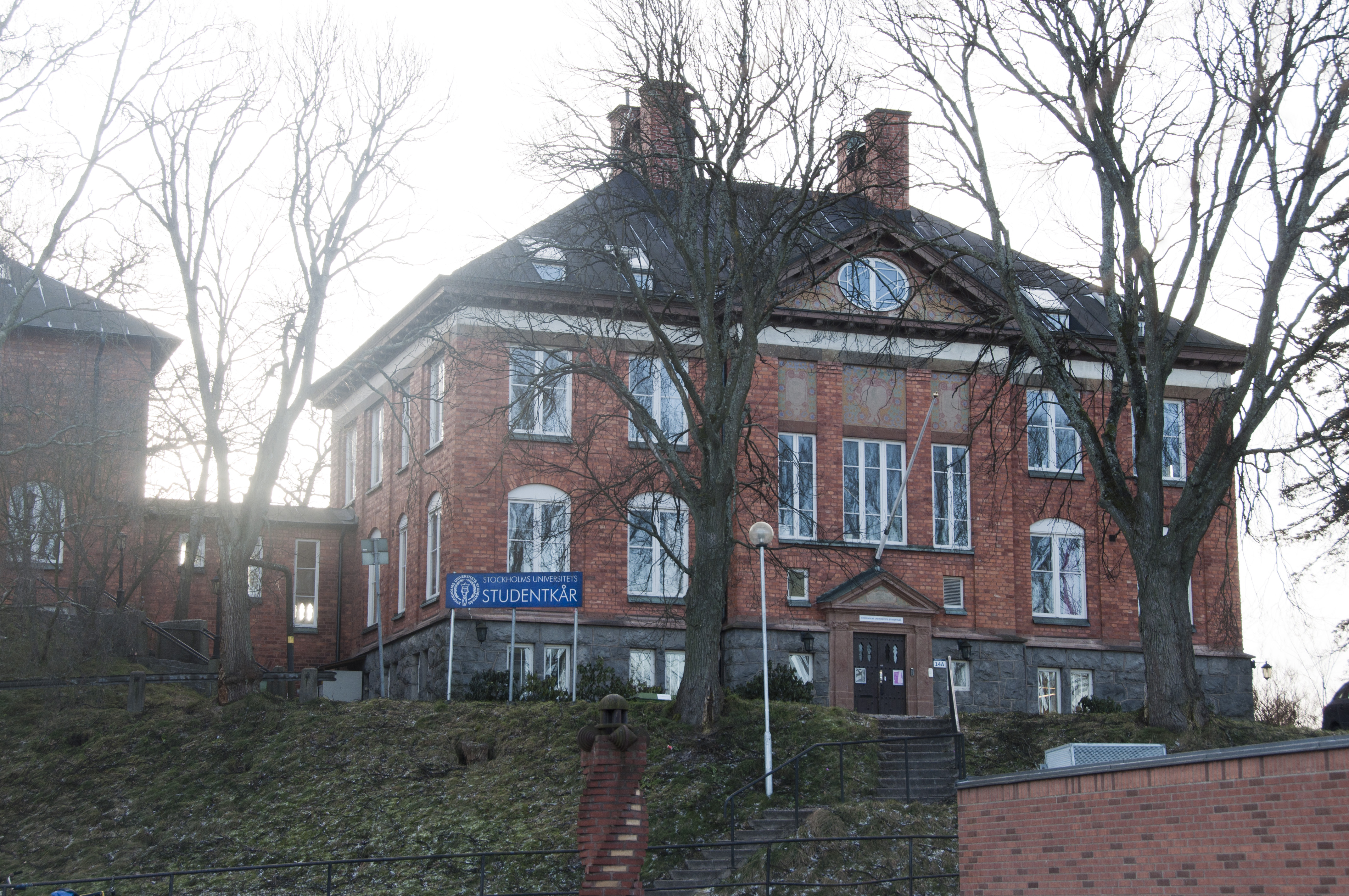
Nobelhusen

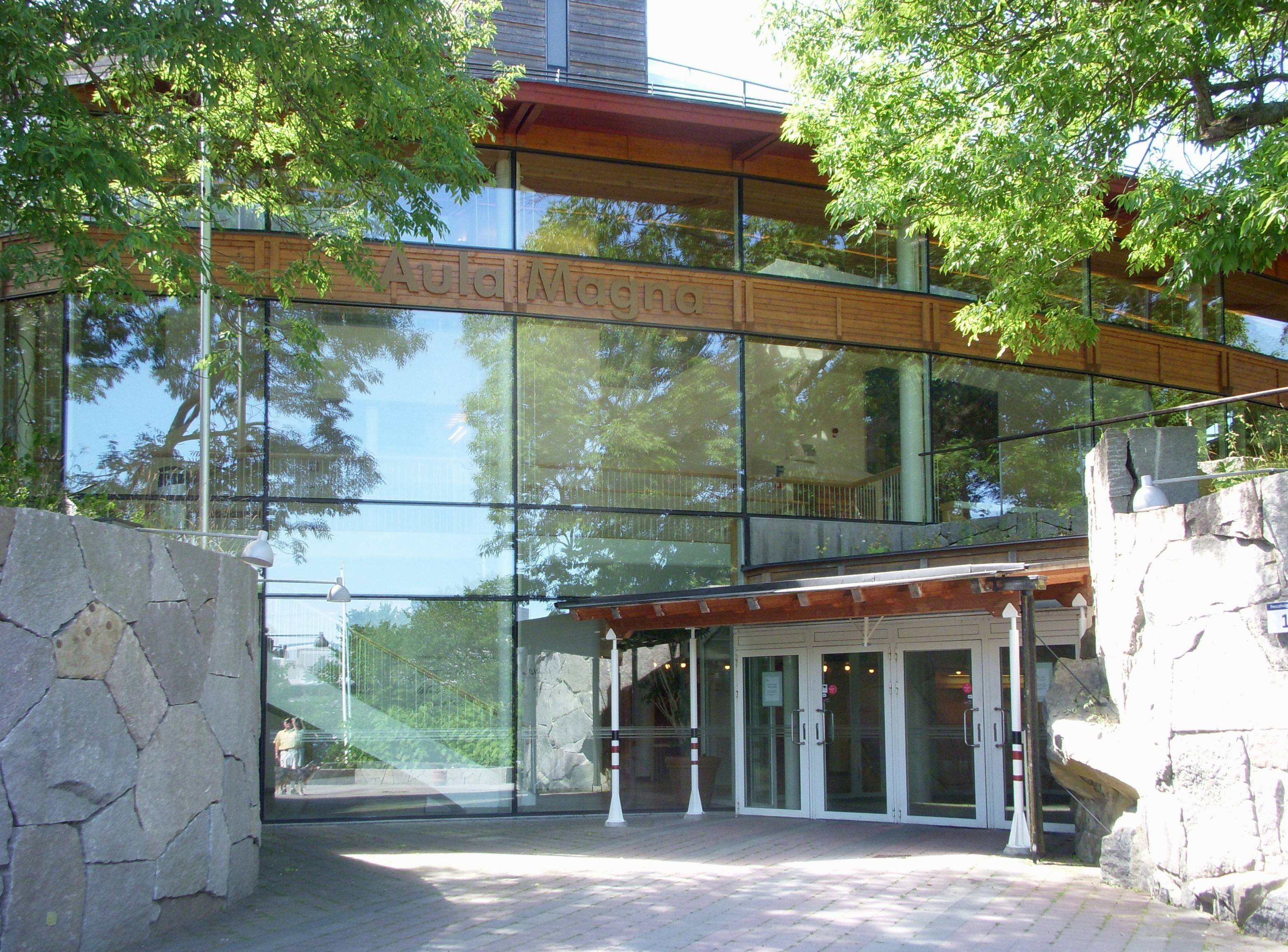
Aula Magna

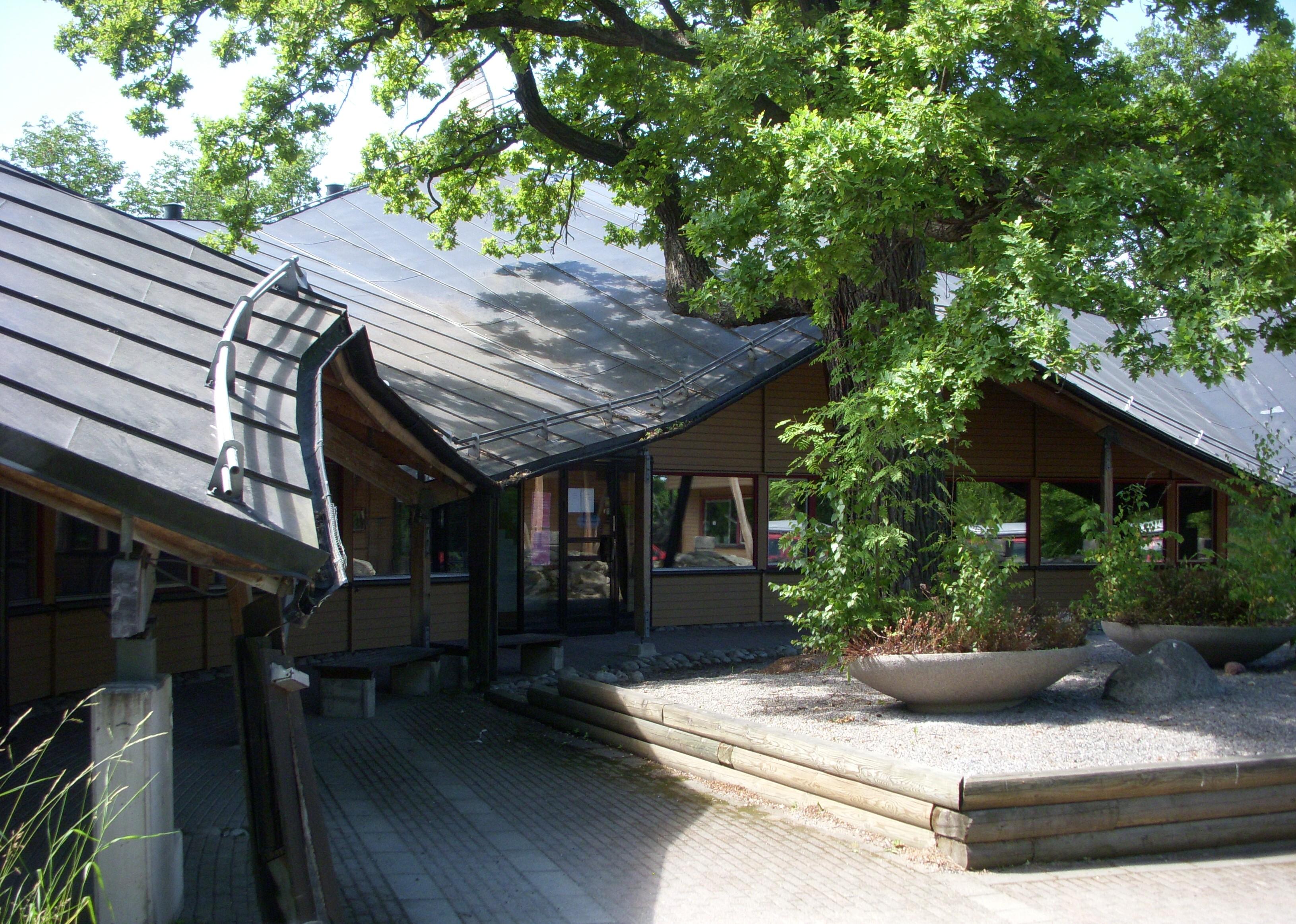
Juristernas hus

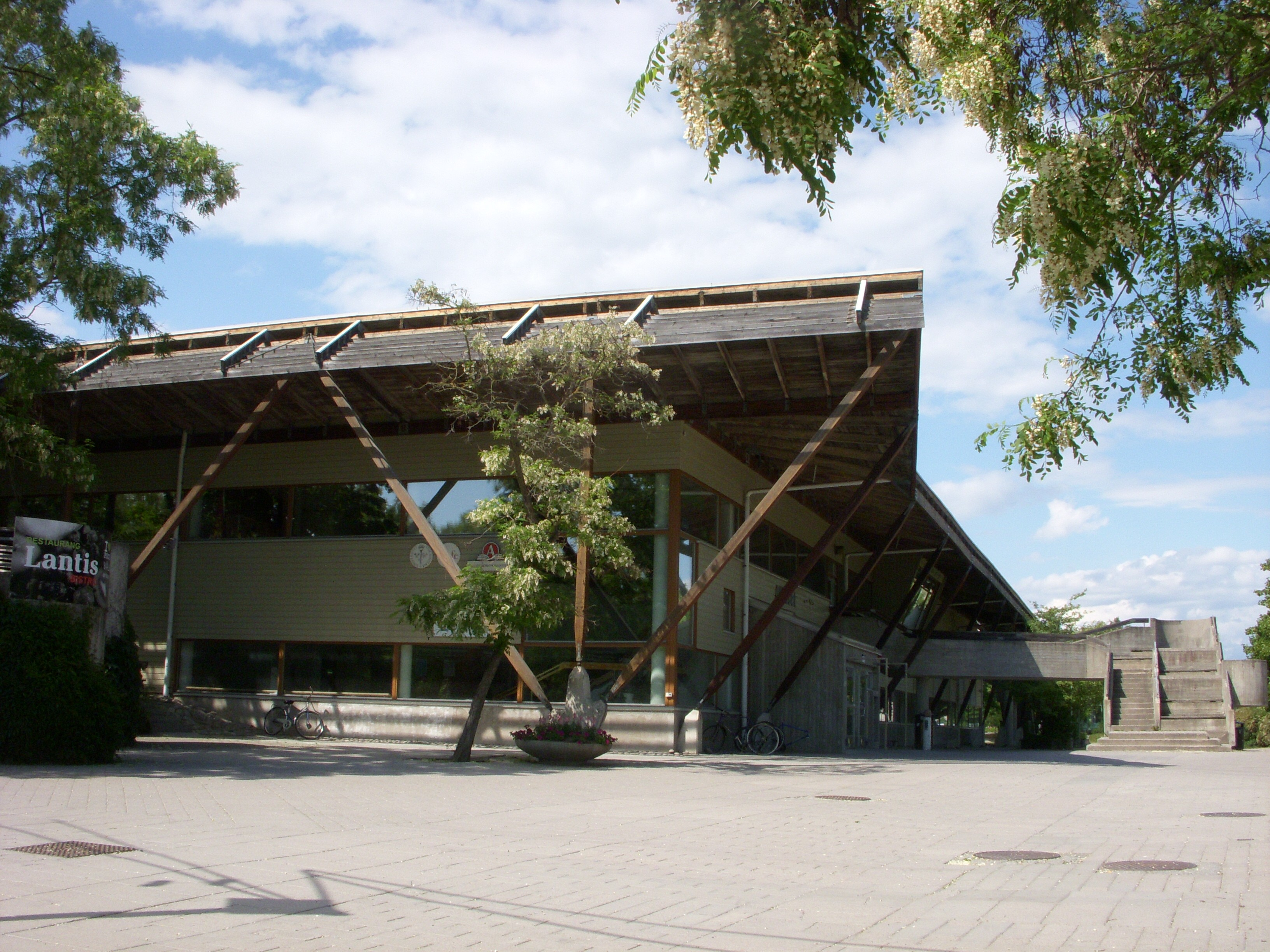
Allhuset

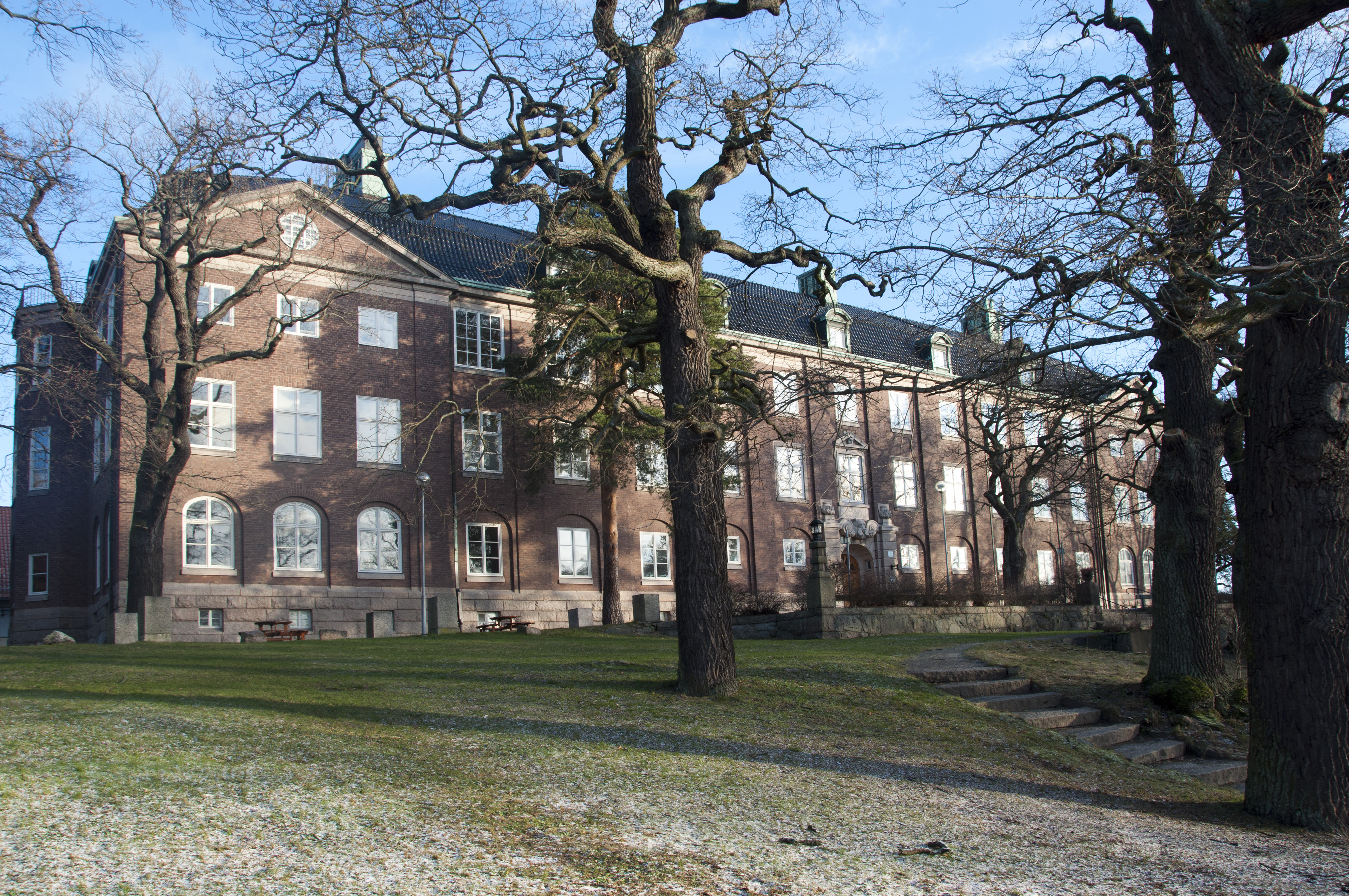
Frescati hage

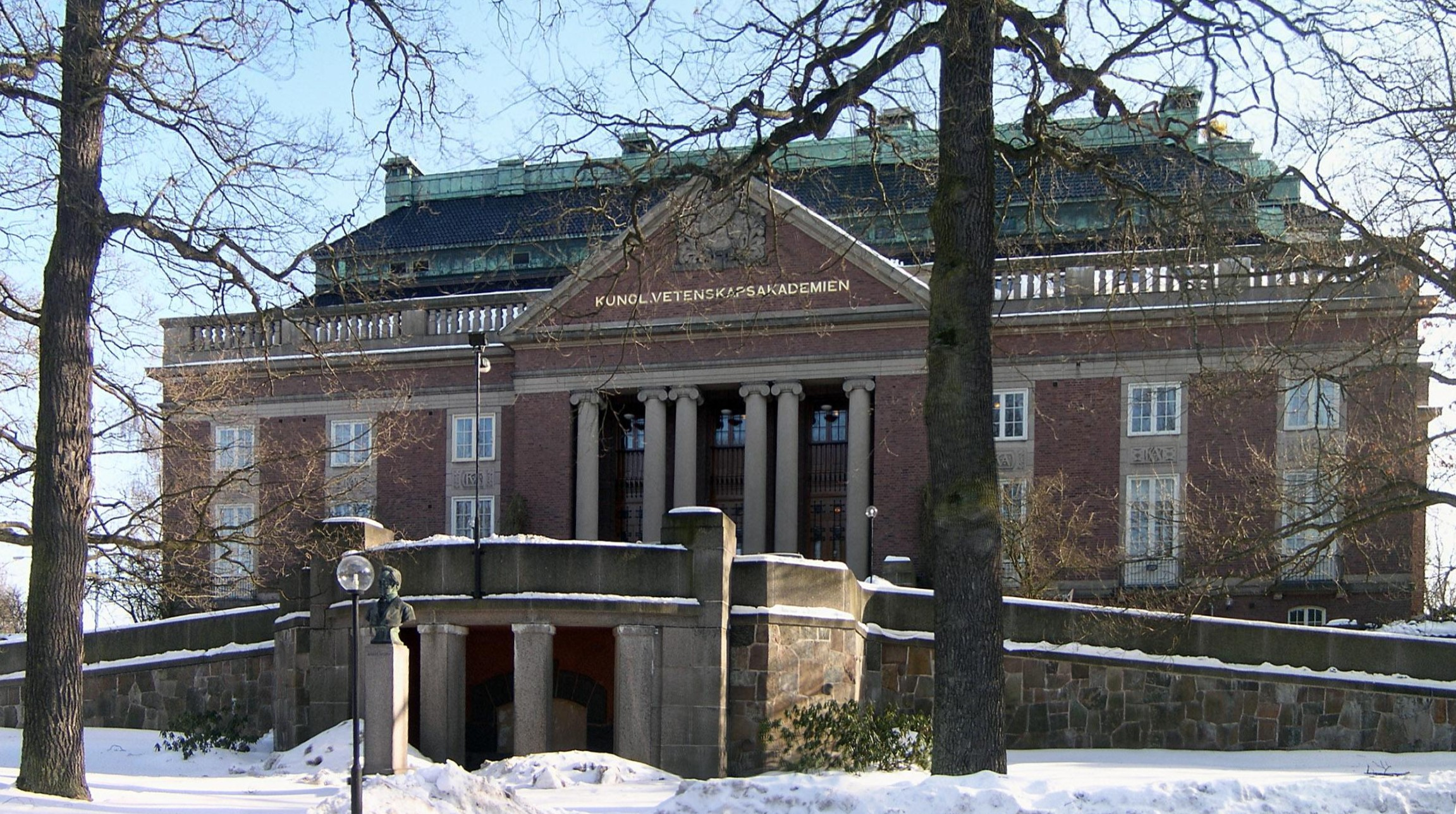
Kungliga Vetenskapsakademien

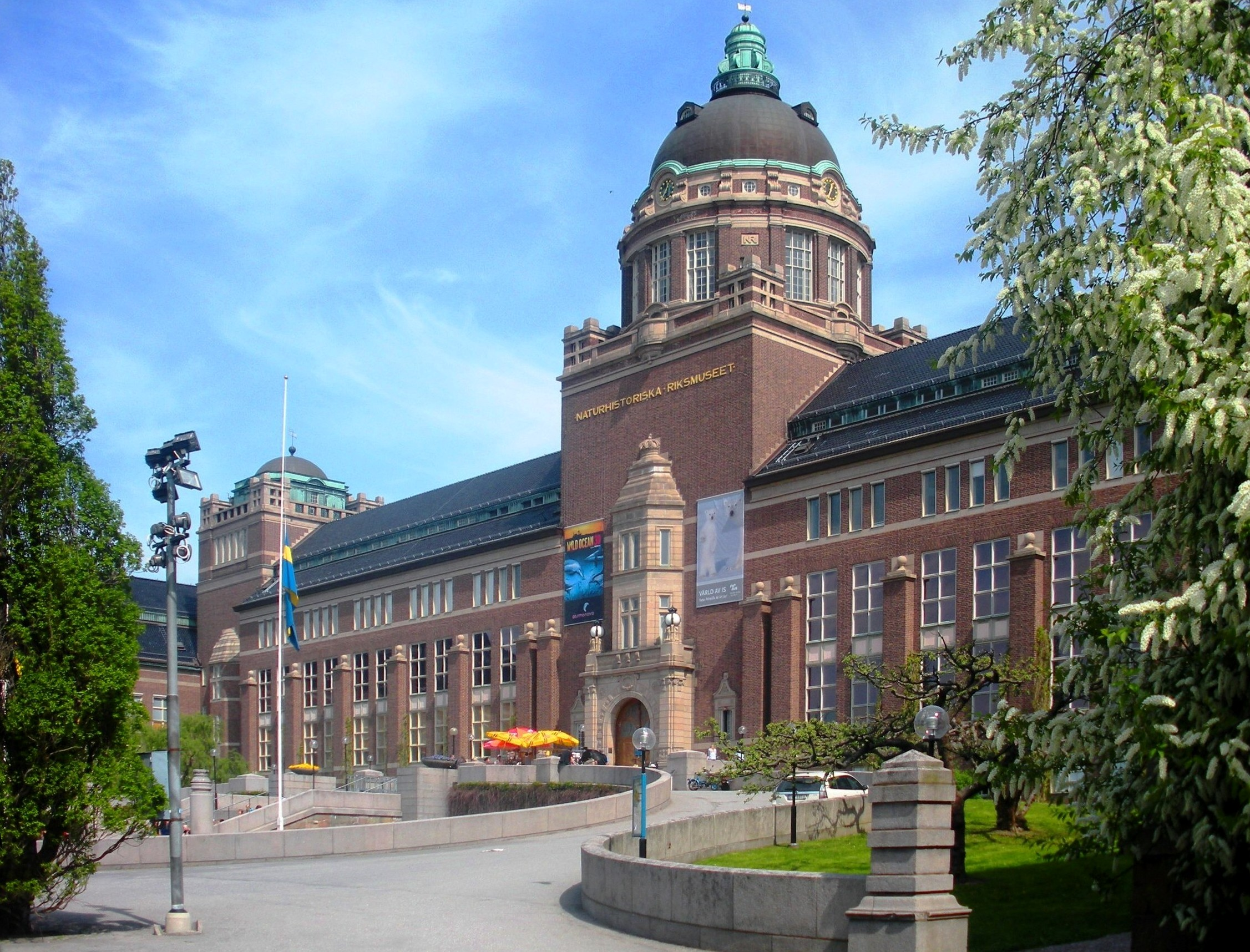
Naturhistoriska Riksmuseet

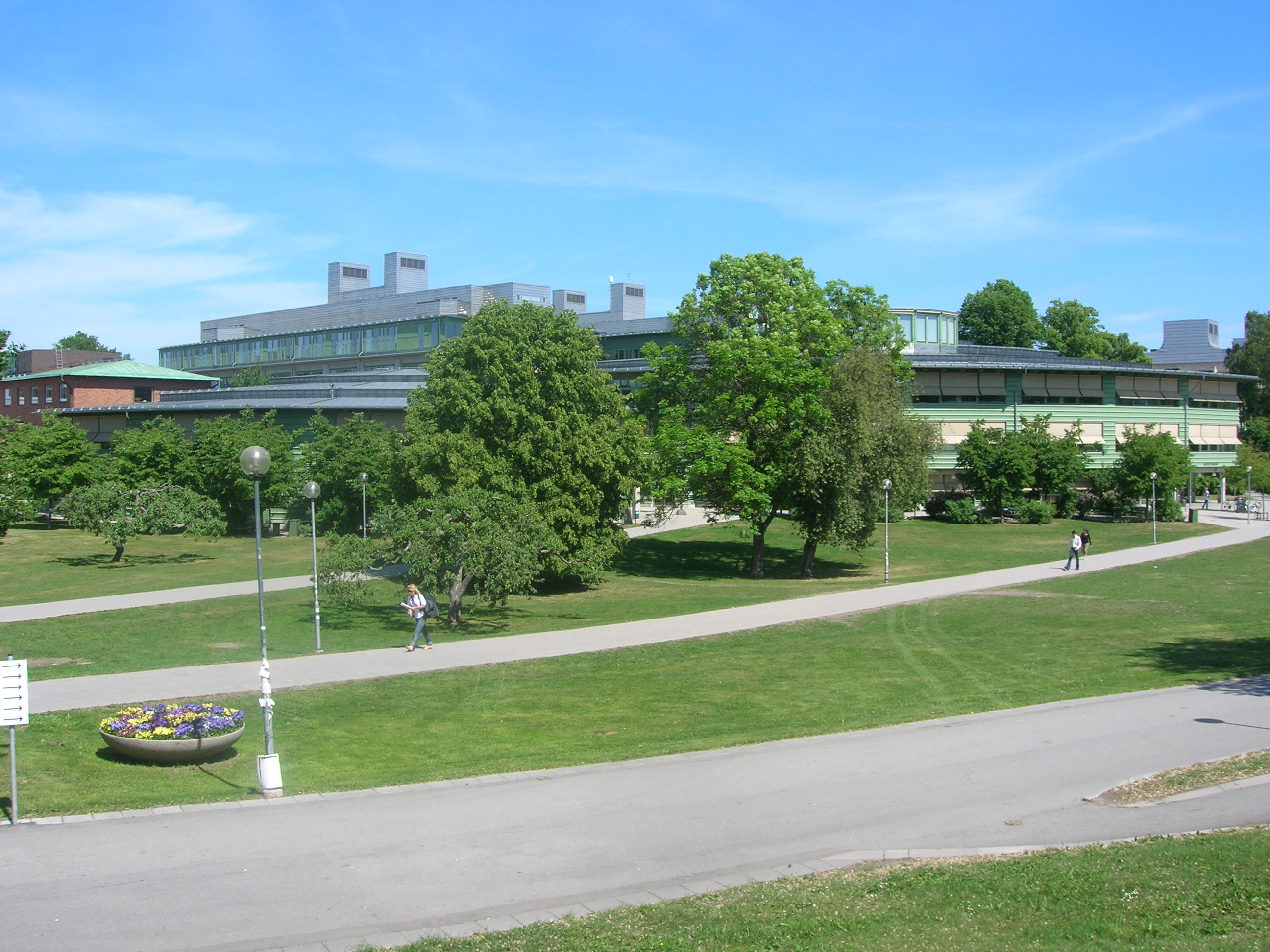
Geovetenskapens hus

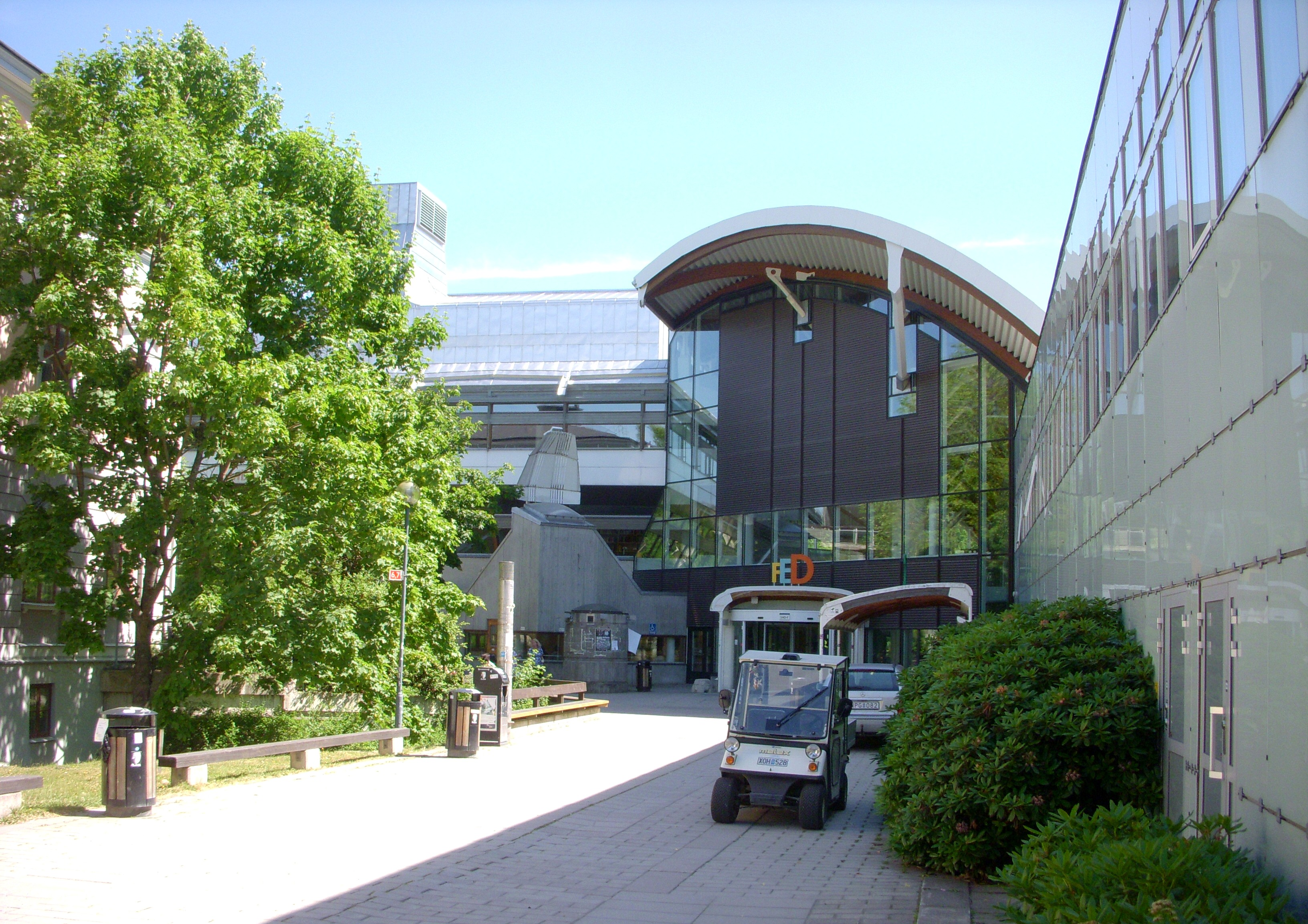
Stockholms universitetsbibliotek

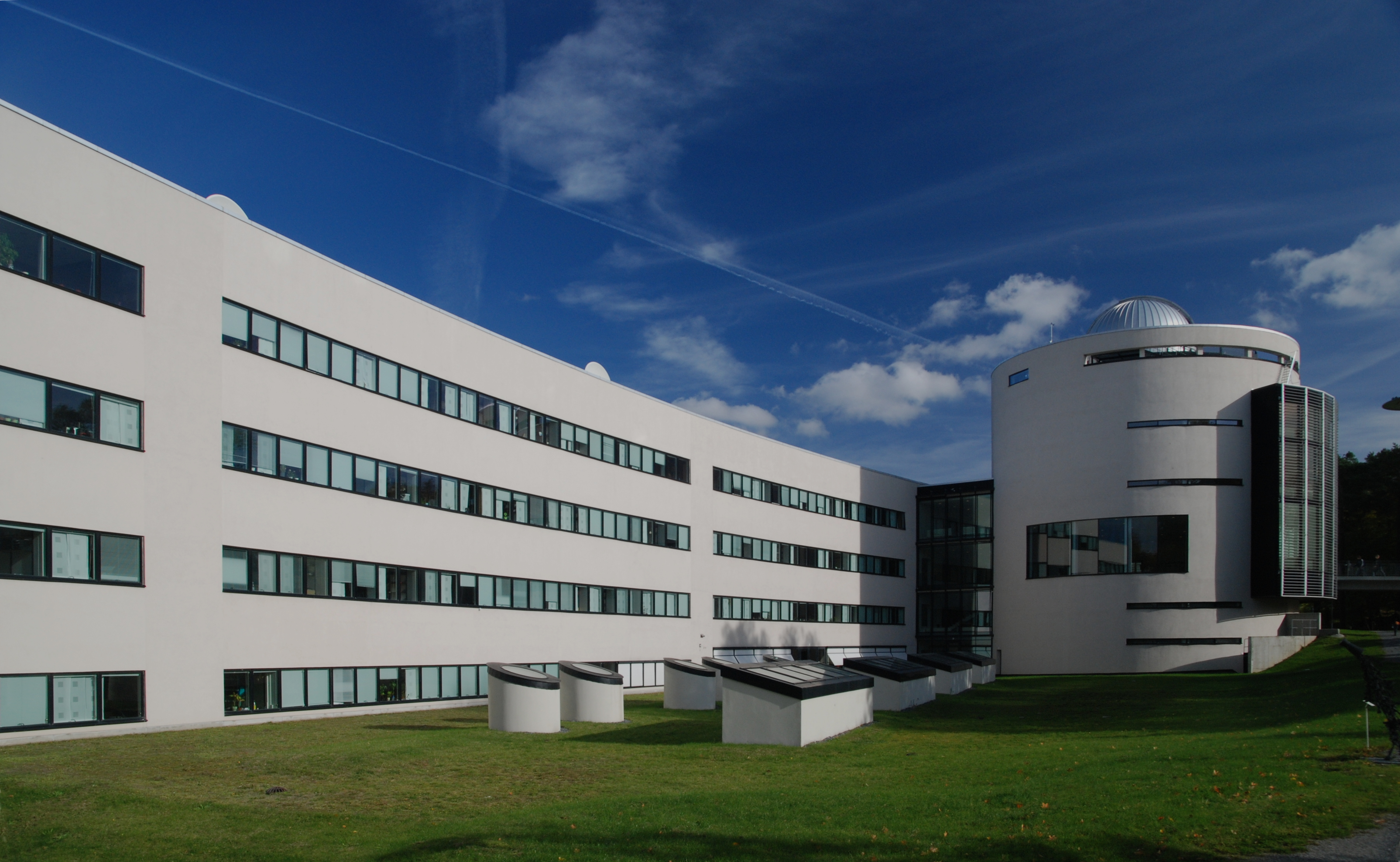
AlbaNova

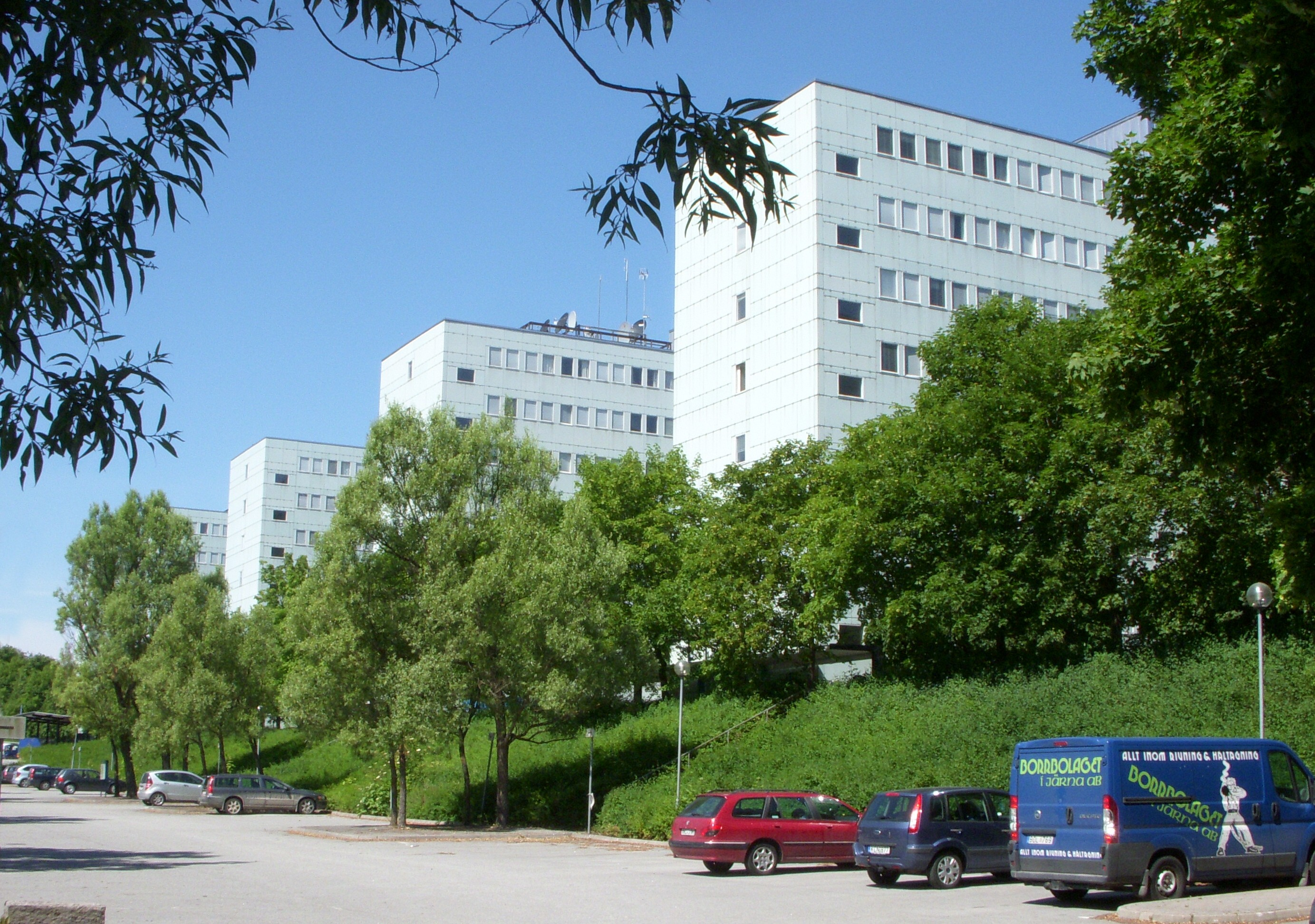
Södra huset

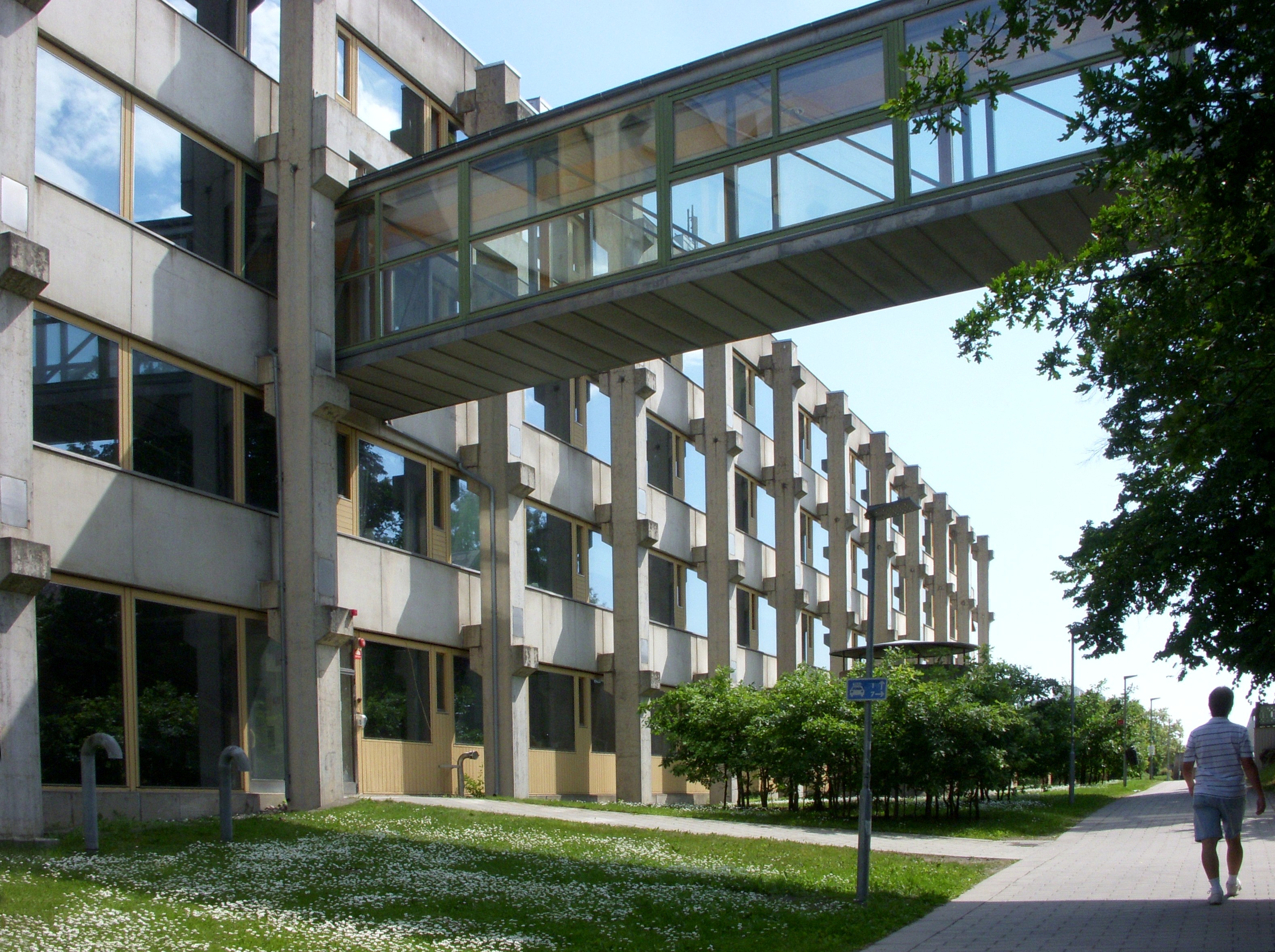
Arrheniuslaboratoriet.

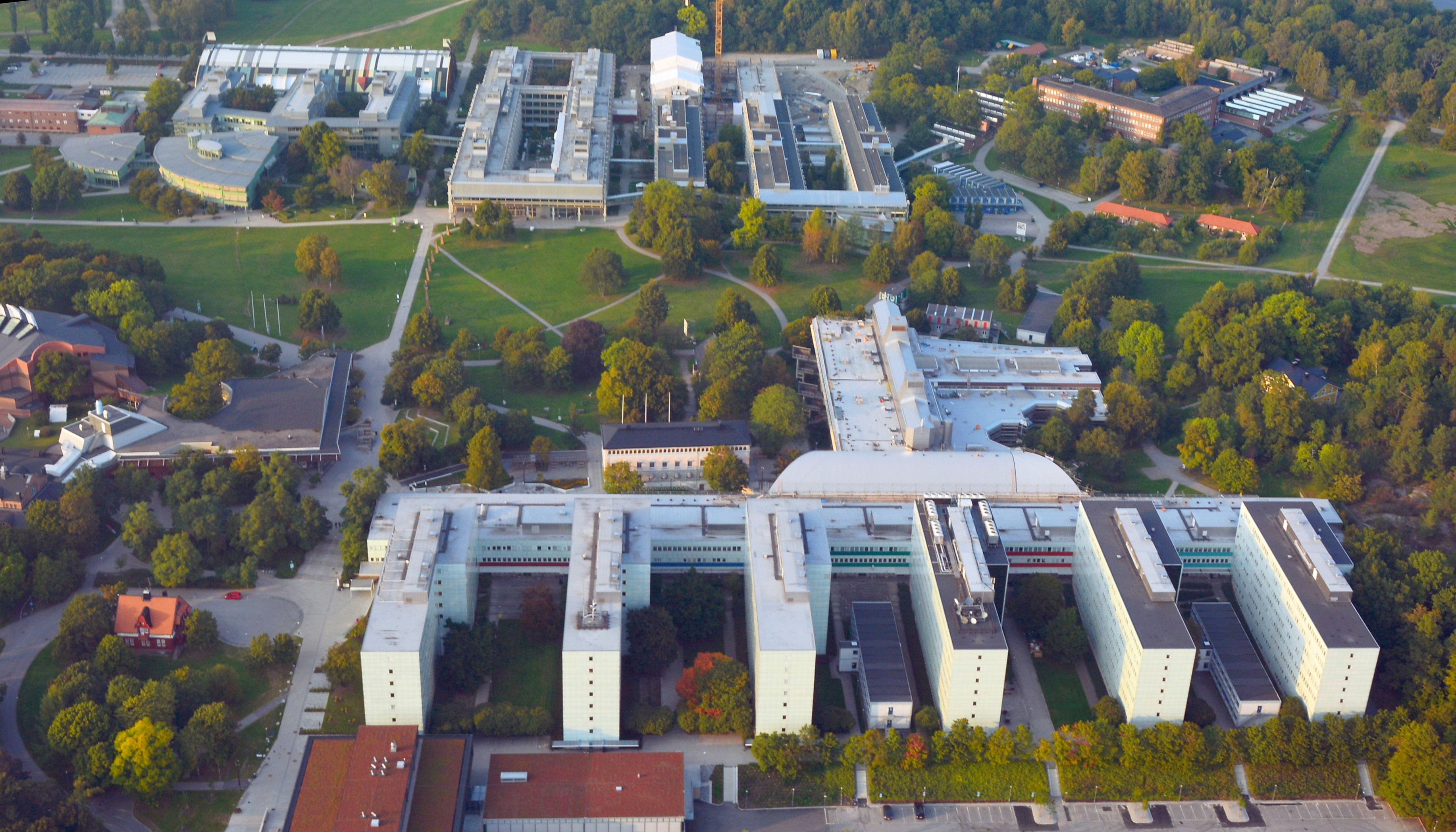
Universitetsområdet från luften 2014

Dess centrala verksamhet flyttade under 1970-talet från Stockholms innerstad till Frescati. Tanken var från början att förlägga universitetets hela verksamhet i campus i Frescati men vissa institutioner är belägna utanför campus, som DSV (Institutionen för data- och systemvetenskap) i Kista. Journalisthögskolan, Enheten för journalistik, medier och kommunikation, finns i Garnisonen på Östermalm och på Drottninggatan finns Spökslottet, Schefflerska palatset. Vid Sveaplan finns Institutionen för socialt arbete (Socialhögskolan), CHESS (Centrum för forskning om ojämlikhet i hälsa) och SoRAD (Centre for Social Research on Alcohol and Drugs). En avdelning för arbetsmiljökemi tillhörande Institutionen för miljövetenskap och analytisk kemi fanns i Hässleholm och tillhörde Stockholms universitet 2003-2017. Forskning och undervisning i etnologi (tidigare Nordisk och jämförande folklivsforskning) bedrevs från 1918 i samarbete med Nordiska museet, se Institutet för folklivsforskning. Professuren knöts till universitetet 1978 och undervisningen flyttade från Villa Lusthusporten till Södra huset kring år 2000.
Den 1 januari 2008 inlemmades lärarutbildningen vid den tidigare självständiga Lärarhögskolan i Stockholm i Stockholms universitet. Även före denna sammanslagning läste dock lärarstudenterna många av sina ämneskurser vid Stockholms universitet. De byggnader som tidigare användes av Lärarhögskolan är sedan augusti 2009 en del av friskolan Stockholms Internationella Montessoriskola.

##### Logotypens historia
Märket tecknades ursprungligen av hovgrafikern Karl-Erik Forsberg (1914–1995) i samband med att Stockholms högskola blev ett statligt universitet 1960. Märket består av en fackla omlindad av en olivkvist i kombination med tre kronor och en sigill-omskrift. Inspirationen till utförandet fick Karl-Erik Forsberg av en plafondmålning i Schefflerska palatset (känt som "Spökslottet") på Drottninggatan i Stockholm. Målningen symboliserar kunskapen och på den finns bland annat gudinnan Pallas Athena som håller i en fackla omlindad av en olivkvist. De tre kronorna, en symbol för riket Sverige, har Karl-Erik Forsberg adderat. I universitetets märke illustrerar kronorna det statliga huvudmannaskapet.

## Organisation
Stockholms universitet är en statlig myndighet och styrs av de beslut som regering respektive riksdag fattar. Universitetet har dock rätt att, inom de ramar som regeringen ger, besluta i många frågor så som sin interna organisation, utbildningsutbud, antagning av studenter mm.

### Organ inom universitetets organisation
- Universitetsstyrelsen är universitetets högsta beslutande organ. Styrelsen ansvarar för att universitetet som myndighet sköter sitt uppdrag och följer de krav som uppställs i lagar och förordningar. Styrelsen rapporterar till regeringen. Styrelsen består av åtta externa ledamöter (varav en ordförande och en vice ordförande), fyra verksamhetsföreträdare från universitetet med två gruppsuppleanter samt tre studentrepresentanter (varav en doktorandrepresentant) med en suppleant. Under universitetsstyrelsen finns rektor som är chef över myndigheten och har det operativa ansvaret för hela verksamheten. Under rektor finns i sin tur prorektor som kan ersätta rektor vid behov.
- Vid universitetet finns två områdesnämnder, Områdesnämnden för naturvetenskap respektive Områdesnämnden för humaniora, juridik och samhällsvetenskap. De leds av varsin vicerektor. Områdesnämnderna är beslutande organ som ansvarar för strategisk planering av utbildning och forskning, samordning av fakultetsövergripande utbildning och forskning samt intern och extern samverkan.
- Efter områdesnämnderna kommer fakultetsnämnderna som är de högst beslutande organen på fakultetsnivå. I fakultetsnämnden ingår dekanus, prodekanus, övriga verksamhetsrepresentanter och studentrepresentanter. Dekanerna utses av rektor efter förslag genom val inom berörd fakultet.
- Fakultetsnämnderna beslutar normalt i lärarutbildningsfrågor, men det finns en samordningsgrupp som beslutar i sådana frågor som rör lärarutbildning vid flera fakulteter. Samordningsgruppen ska besluta i fakultetsövergripande lärarutbildningsfrågor och följa upp verksamheten. Prorektor är ordförande i samordningsgruppen och har övergripande ansvar för lärarutbildningarna.
- Efter fakulteterna landar verksamheten på institutionsnivå, där det för varje institution finns en prefekt som är chef och tar beslut tillsammans med institutionsstyrelsen.
- Universitetsförvaltningen är ett berednings- och serviceorgan för universitetsstyrelsen, rektor och övriga beslutande organ. Leds av förvaltningschefen. Inom universitetsförvaltningen finns ett antal förvaltningsenheter som sköter olika delar av universitetets administration, t.ex. ekonomiavdelning, IT-avdelning, personalavdelning och studentavdelning. Det finns även tre s.k. stabsenheter, Ledningskansliet, Planeringsenheten och Kommunikationsenheten som hjälper universitetsledningen med beslutsunderlag.
- Förvaltningschefen är den högsta tjänstemannen vid Stockholms universitet och beslutar om bland annat universitetsförvaltningens organisation och ekonomi.

## Institutioner, institut och centra[17]

### Allmänt
Utbildning och forskning vid Stockholms universitet sker inom naturvetenskapliga området och humanistisk-samhällsvetenskapliga området fördelat på fyra fakulteter med 70 institutioner, institut och centra. Forskning eller utbildning sker även vid ett antal centra och institut med egen styrelse, men som organisatoriskt hör till en institution.

### Humanvetenskapliga området

#### Humanistiska fakulteten
- Engelska institutionen
- Filosofiska institutionen
- Historiska institutionen
- Institutionen för arkeologi och antikens kultur
- Institutionen för de humanistiska och samhällsvetenskapliga ämnenas didaktik
- Institutionen för slaviska och baltiska språk, finska, nederländska och tyska
- Institutionen för etnologi, religionshistoria och genusvetenskap
- Institutionen för kultur och estetik
- Institutionen för lingvistik
- Institutionen för mediestudier
- Institutionen för Asien-, Mellanöstern- och Turkietstudier
- Institutionen för språkdidaktik
- Institutionen för svenska och flerspråkighet
- Romanska och klassiska institutionen

##### Centra/institut
- Centrum för evolutionär kulturforskning (CEK)
- Centrum för krigs- och fredsetik (SCEWP)
- Centrum för logik, språkfilosofi och medvetandefilosofi (CLLAM)
- Centrum för maritima studier (CeMaS)
- Centrum för medeltidsstudier
- Centrum för tvåspråkighetsforskning
- Institutet för Turkietstudier
- Latinamerikainstitutet
- Nationellt centrum för svenska som andraspråk
- Stockholm University Brain Imaging Centre (SUBIC)
- Tolk- och översättarinstitutet

##### Särskild inrättning inom fakulteten
- Accelerator

#### Juridiska fakulteten
- Juridiska institutionen (Juridicum)

##### Centra/institut
- Centrum för kommersiell rätt i Stockholm (SCCL)
- Institutet för europeisk rätt
- Institutet för immaterialrätt och marknadsrätt (IFIM)
- Institutet för rättsinformatik (IRI)
- Institutet för social civilrätt
- Stockholms barnrättscentrum
- Stockholm Centre for International Law and Justice (SCILJ)
- Stockholms miljörättscentrum

#### Samhällsvetenskapliga fakulteten
- Barn- och ungdomsvetenskapliga institutionen
- Forskning om äldre och åldrande (ARC)
- Företagsekonomiska institutionen
- Institutet för internationell ekonomi (IIES)
- Institutet för social forskning (SOFI)
- Institutionen för data- och systemvetenskap
- Institutionen för ekonomisk historia och internationella relationer
- Institutionen för folkhälsovetenskap
- Institutionen för pedagogik och didaktik
- Kriminologiska institutionen
- Kulturgeografiska institutionen
- Nationalekonomiska institutionen
- Psykologiska institutionen
- Socialantropologiska institutionen
- Institutionen för socialt arbete
- Sociologiska institutionen
- Specialpedagogiska institutionen
- Statistiska institutionen
- Statsvetenskapliga institutionen
- Stockholms centrum för forskning om offentlig sektor (SCORE)
- Stressforskningsinstitutet

##### Centra/institut
- Centre for Social Research on Alcohol and Drugs (SoRAD)
- Centre Health Equity Studies (CHESS)
- Centrum för barnkulturforskning
- eGovlab
- Spider Center

### Naturvetenskapliga området

#### Matematisk-fysiska sektionen
- Fysikum
- Institutionen för astronomi
- Institutionen för matematikämnets och naturvetenskapsämnenas didaktik (MND)
- Matematiska institutionen
- Meteorologiska institutionen (MISU)

#### Kemiska sektionen
- Institutionen för biokemi och biofysik (DBB)
- Institutionen för material- och miljökemi (MMK)
- Institutionen för organisk kemi

#### Biologiska sektionen
- Institutionen för biologisk grundutbildning (BIG)
- Institutionen för ekologi, miljö och botanik (DEEP)
- Institutionen för molekylär biovetenskap, Wenner-Grens institut (MBW)
- Zoologiska institutionen

#### Sektionen för geo- och miljövetenskaper
- Institutionen för geologiska vetenskaper (IGV)
- Institutionen för miljövetenskap och analytisk kemi (ACES)
- Institutionen för naturgeografi

#### Centra och institut under området
- Bergianska botaniska trädgården (BBT)
- Nordita (Nordic Institute for Theoretical Physics)
- Stockholms Resilienscentrum
- Östersjöcentrum
- Baltic Nest Institute
- Bolincentret för klimatforskning
- Institutet för solfysik
- Internationella Meteorologiska Institutet i Stockholm (IMI)
- Kemilärarnas resurscentrum (KRC)
- Stockholms centrum för strålskyddsforskning (CRPR)
- Stockholms universitets Oskar Klein-centrum för kosmopartikelfysik (OKC)
- Science for Life Laboratory, SciLifeLab
- Stockholms matematikcentrum
- Stockholms universitets astrobiologicentrum

##### Forskningsstationer
- Tovetorps zoologiska forskningsstation tillhör zoologiska institutionen vid Stockholms universitet och är belägen i Ludgo socken, Nyköpings kommun, cirka 95 kilometer sydväst om Stockholm. Här bedrivs forsknings- och utbildningsverksamhet inom ekologi och etologi. Varje år besöks Tovetorp av upp till 600 studenter som bor och studerar 2–10 dagar på stationen. På forskningssidan jobbar idag drygt 20 personer med olika forskningsprojekt. Antalet anställda är för närvarande 6 personer.[18]
- Tarfala forskningsstation tillhör institutionen för naturgeografi vid Stockholms universitet och är belägen 1135 meter över havet i Tarfaladalen, på östra sidan av Kebnekaise i en arktisk-alpin omgivning. Här bedrivs glaciologisk, hydrologisk, meteorologisk och klimatologisk forskning. Stationen har kapacitet att ta emot grupper upp till 25 personer och personalen består av 2–5 personer.[19]
- Stockholms universitets marina forskningscentrum (SMF) tillhandahåller Askölaboratoriet. Här bedrivs bland annat forskning kring ekosystem, ekologi och vilken effekt mänskliga störningar har på dessa. Fältstationen anlades 1961 av professor Lars Silén, prefekt för zoologiska institutionen och är idag etablerat som ett välkänt havsforskningscentrum.[20]
- Navarino Environmental Observatory (klimat och miljö)

## Forskning
Stockholms universitet är ett forskningsuniversitet som ska präglas av den fria grundforskningen. Universitetets forskare anlitas i statliga utredningar, medverkar i media, lämnar remissvar på lagförslag och ingår i flera nobelkommittéer och internationella expertorgan. Universitetet har 16 forskningsprofilområden.

## Program och kurser
Universitetet har 190 program och 1700 kurser inom naturvetenskap, humaniora, samhällsvetenskap och juridik. Lärarutbildningarna är integrerade i hela Stockholms universitet.

## Stockholms universitetsbibliotek
Stockholms universitetsbibliotek är ett av Sveriges största forskningsbibliotek och en av Stockholms mest välbesökta kulturinstitutioner med cirka 1,8 miljoner besök per år. Biblioteket är en naturlig mötesplats på campus och ett nav för informationsförmedling vid Stockholms universitet.

## Ranking
Stockholms universitet placerade sig på plats 78 bland världens universitet i Academic Ranking of World Universities 2014  (2013: 82). Times Higher Education listade 2014 Stockholms universitet som 98:e bästa universitet i världen. Denna bedömning gjordes efter analys av 13 olika faktorer och några av dessa var forskning, inkomst, rykte, kvalité på studieomgivning och internationella studier.
Det rankades på 134:e plats i världen i Times Higher Educations ranking av världens främsta lärosäten 2018.

## Studentliv
Det finns för närvarande tre studentkårer vid Stockholms universitet: SUS, DISK och F.E.ST. Den största studentkåren vid Stockholms universitet heter Stockholms universitets studentkår. Det finns även fakultetsföreningar.
Studentlivet i Stockholm organiseras både genom kårerna, genom fakultetsföreningarna samt genom olika ämnesföreningar och andra studentföreningar. Stockholms universitet har en universitetskör. Stockholms universitets studentkår gav tidigare ut tidningen Gaudeamus, även kallad "Gadden" men sedan 2018 har den ersatts av den redaktionella produkten #studietid.

## Forskare i Nobelkommittéerna
Flera forskare vid Stockholms universitet ingår i de kommittéer som utser pristagarna till Nobelpris och priset i ekonomisk vetenskap till Alfred Nobels minne.
Arbetet med att utse Nobelpristagarna i kemi och fysik samt ekonomipristagaren leds av tre priskommittéer vid Kungliga Vetenskapsakademien (KVA). Sekreterarna i kommittéerna för kemi- och fysikpriserna är professorer vid Stockholms universitet. Ytterligare forskare vid universitetet ingår i de tre kommittéerna och är ledamöter i Svenska Akademien som utser litteraturpristagarna.

### Sekreterarposterna för kemi och fysik
Astrid Gräslund, professor vid Institutionen för biokemi och biofysik vid Stockholms universitet, är sekreterare och ledamot i kemikommittén. Dessutom är Jan-Erling Bäckvall, professor i organisk kemi vid Stockholms universitet, ledamot i kommittén. Även sekreteraren i Nobelkommittén i fysik är verksam vid Stockholms universitet. Det är professor Lars Bergström vid Fysikum. I kommittén sitter även professor Thors Hans Hansson från Fysikum. Professor Claes Fransson vid Institutionen för astronomi är dessutom adjungerad ledamot i fysikkommittén.

### Fyra forskare i kommittén för ekonomipriset
I kommittén för priset i ekonomisk vetenskap till Alfred Nobels minne finns fyra forskare vid Stockholms universitet bland de totalt tio ledamöterna, om man inkluderar adjungerade ledamöter. Det är professorerna Mats Persson, Torsten Persson, John Hassler och Jakob Svensson, samtliga vid Institutet för internationell ekonomi (IIES), Stockholms universitet.

### Professorer i Svenska Akademien
I Svenska Akademiens Nobelkommitté för litteraturpriset sitter Kjell Espmark, professor emeritus i litteraturvetenskap vid Stockholms universitet, och Anders Olsson, professor i litteraturvetenskap, är adjungerad ledamot i kommittén. Tomas Riad, professor i nordiska språk och Åsa Wikforss, professor i teoretisk filosofi, tillhör de arton röstberättigade ledamöterna i Svenska Akademien.

## Universitetsområdet
Huvuddelen av Stockholms universitet finns i området Frescati, som sträcker sig från Bergianska trädgården i norr till Sveaplan i söder. Det är beläget mitt i nationalstadsparken och området karaktäriseras av natur, arkitektur och modern konst.
I Frescati finns områdena Albano, Bergianska trädgården, Frescatibackehusen, Frescati Hage, Kräftriket, Lilla Frescati och Sveaplan, Stockholm. Namnet på många av dessa områden har en historia som går tillbaka till slutet av 1700-talet. Efter Gustav III:s resa till Italien 1783–1784 fick flera platser vid Brunnsviken namn efter italienska förebilder.
Stockholms universitet har även exempelvis institutionen för data- och systemvetenskap som är belägen i Kista.

## Personer med koppling till universitetet

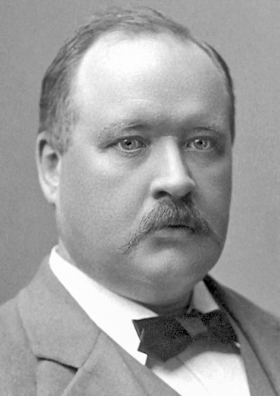
Svante Arrhenius, förste svensk att bli tilldelad ett Nobelpris (kemi, 1903). Professor och Rektor vid StHS.

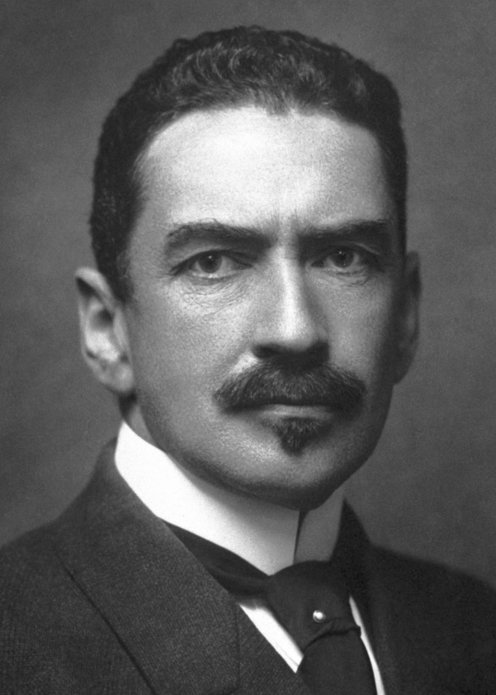
Hans von Euler-Chelpin, tilldelad Nobelpris (kemi, 1929). Professor vid StHS.

### Nobelpristagare[32]
- Svante Arrhenius, 1903 (Kemi)
- Hans von Euler-Chelpin, 1929 (Kemi)
- George de Hevesy, 1943 (Kemi)
- Paul Crutzen, 1995 (Kemi)
- Tomas Tranströmer, 2011 (Litteratur)

### Kända alumner och forskare

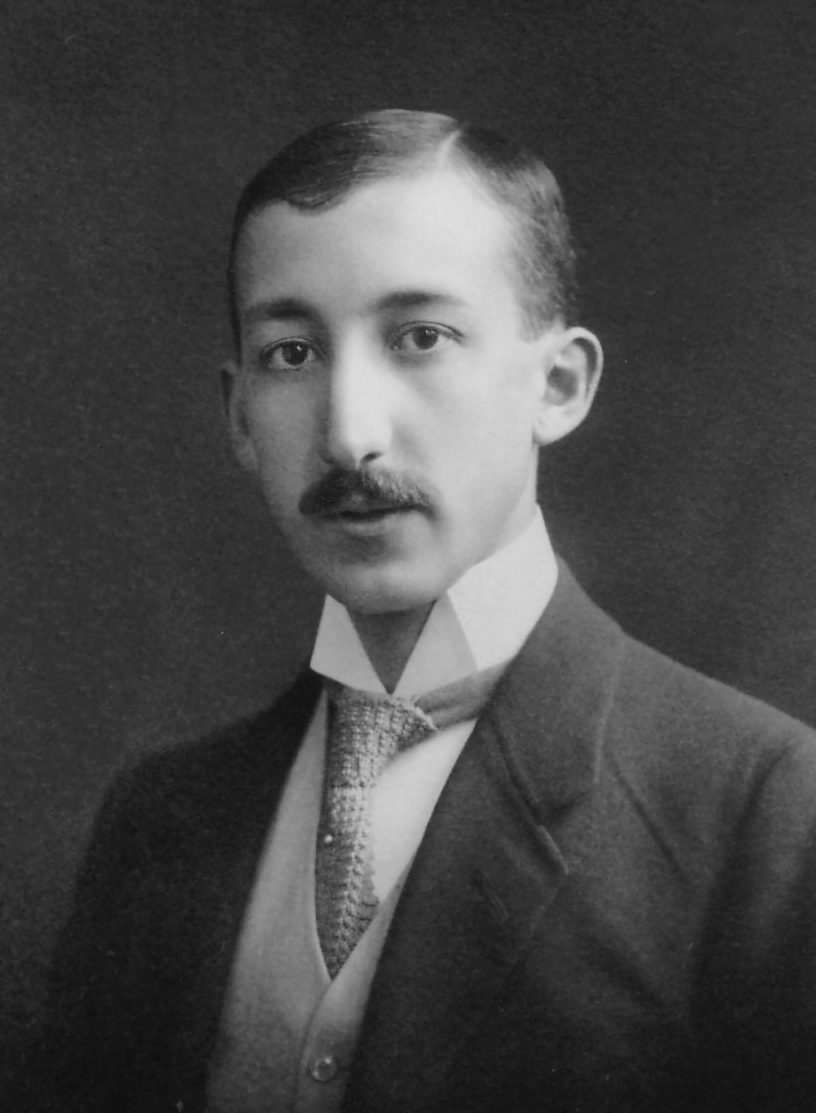
George de Hevesy, tilldelad Nobelpris (kemi, 1943). Professor vid StHS.

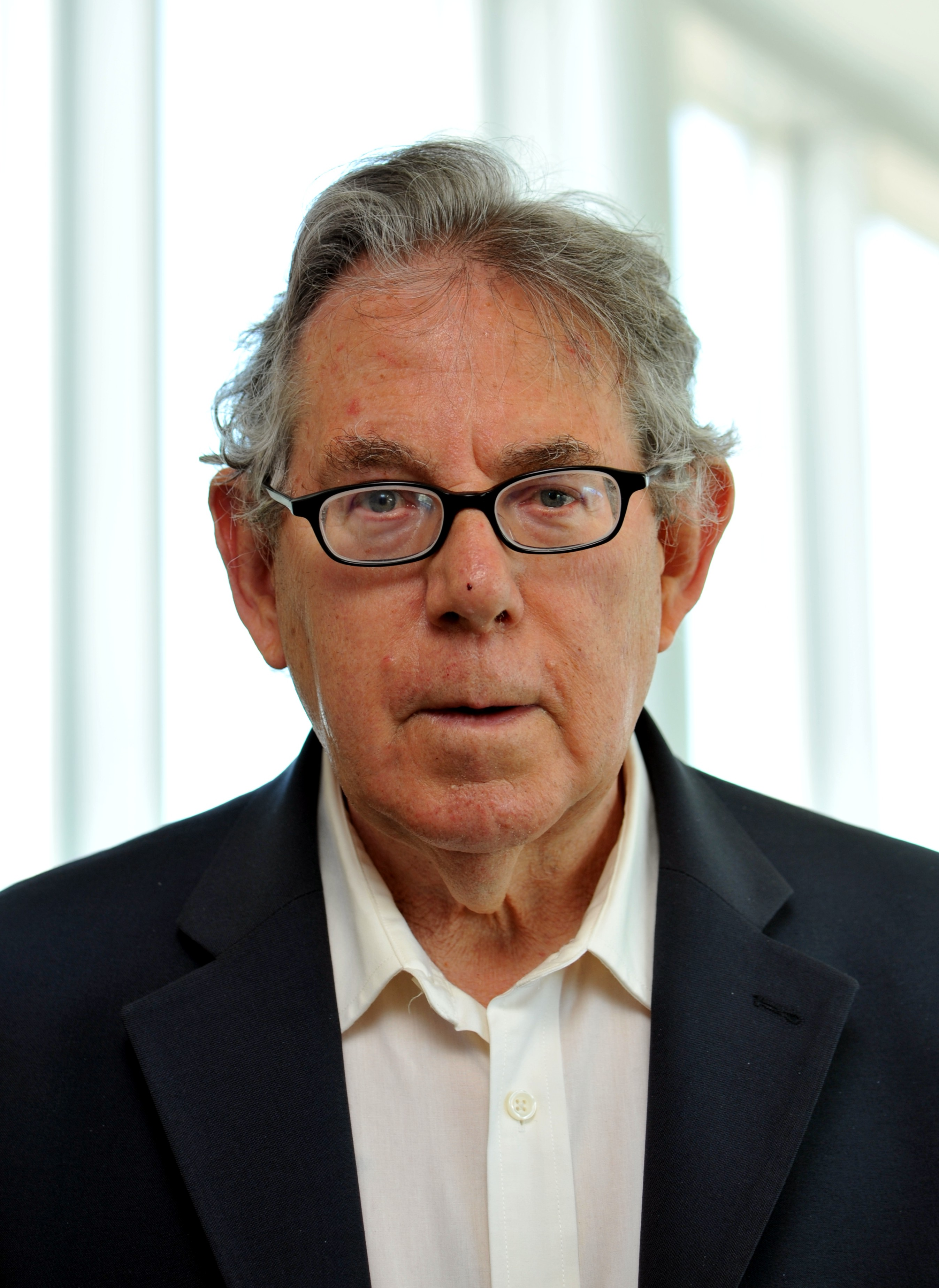
Paul J. Crutzen, tilldelad Nobelpris (kemi, 1995). Forskare vid SU.

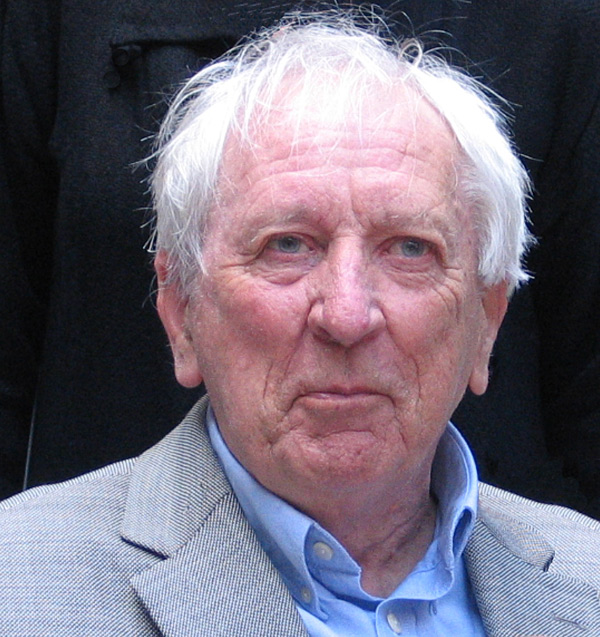
Tomas Tranströmer, tilldelad Nobelpris (litteratur, 2011). Fil.kand. vid StHS.

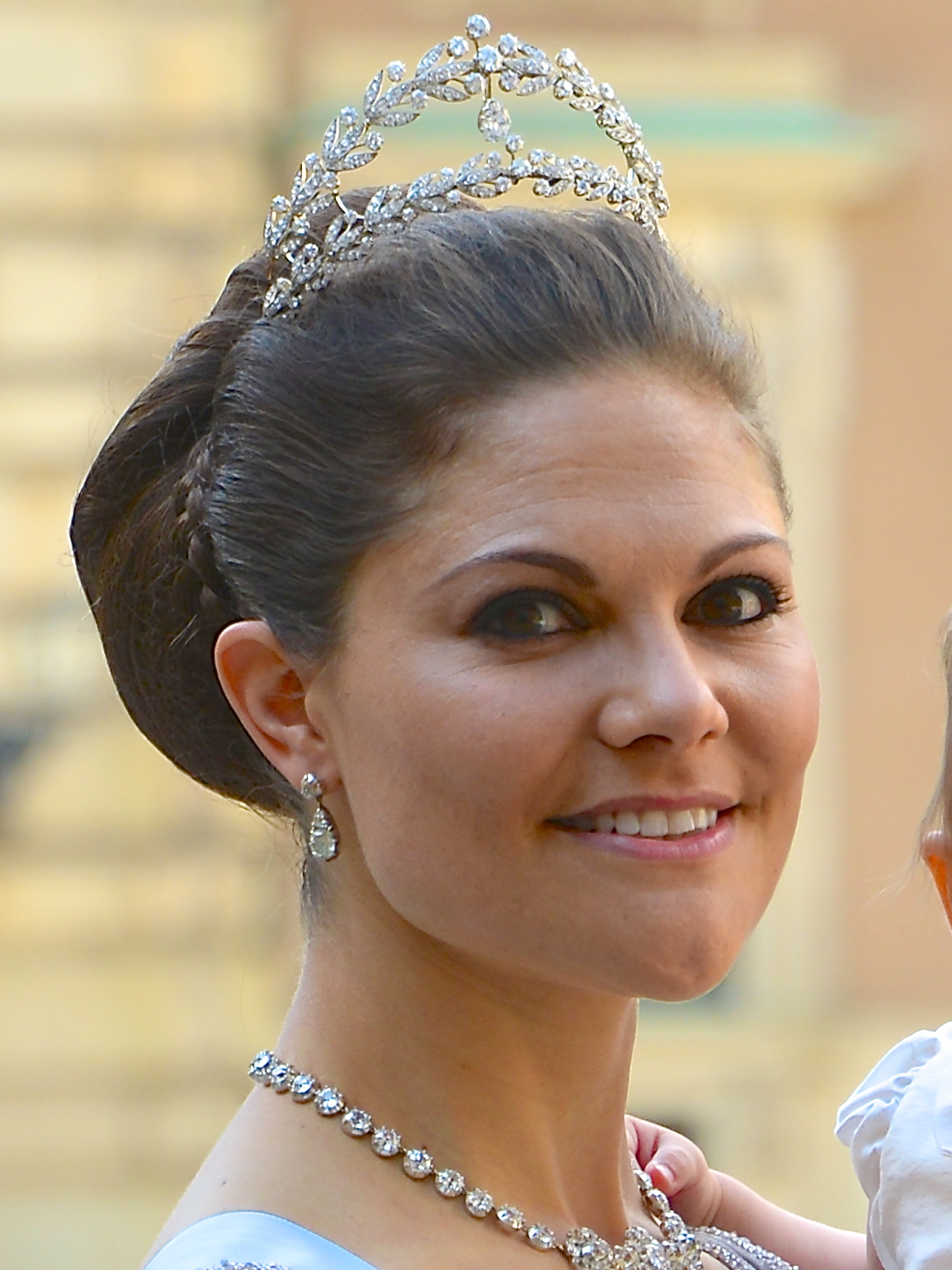
H.K.H. Kronprinsessan Victoria, Sveriges Kronprinsessa (1 januari 1980-). Fristående kurser inom statsvetenskap vid SU.

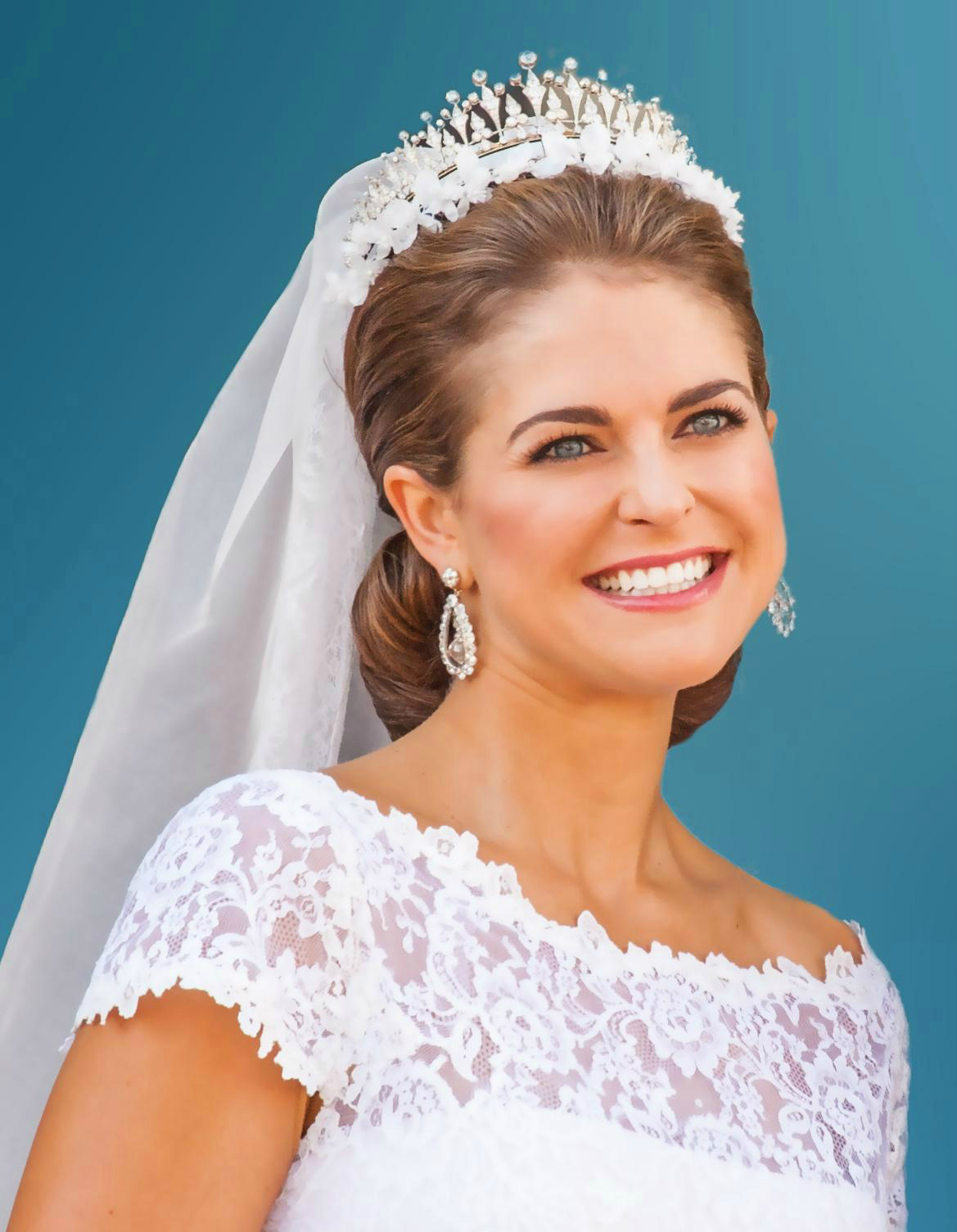
H.K.H. Prinsessan Madeleine, Prinsessa av Sverige, (10:e juni 1982-). Fil.kand. vid SU.

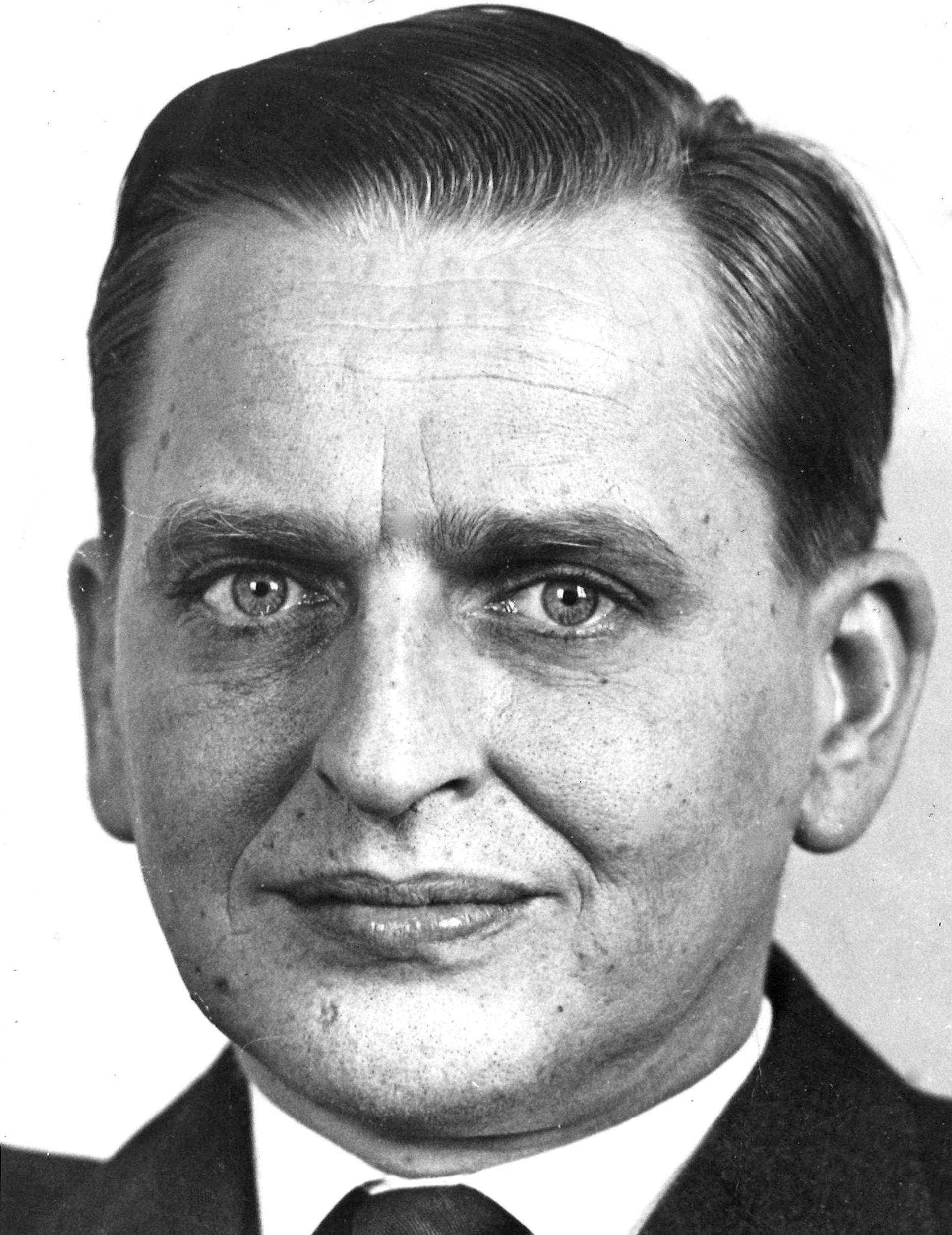
Olof Palme, Statsminister (1969-1976 & 1982-1986). Jur.kand. vid SU.

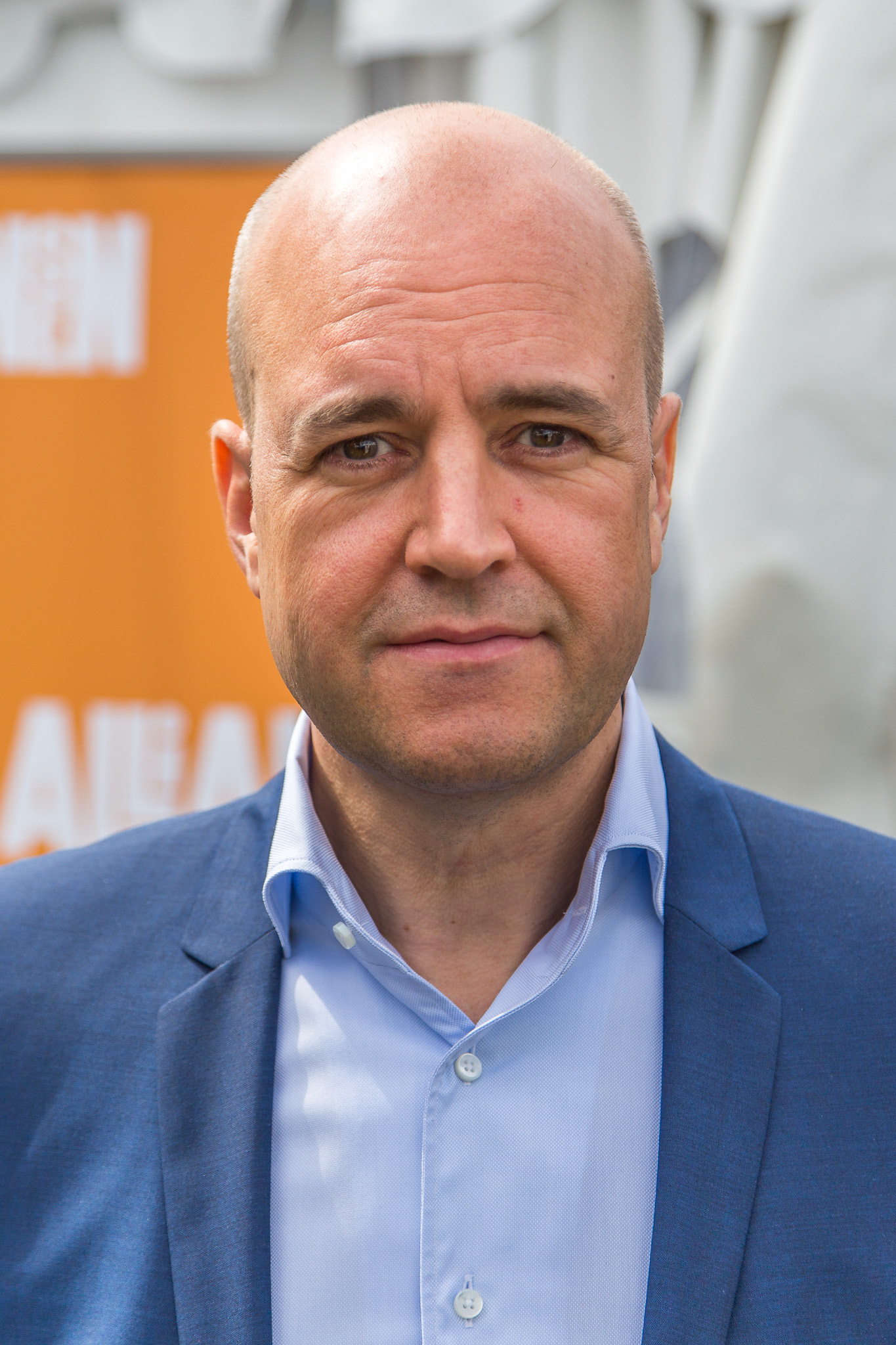
Fredrik Reinfeldt, Statsminister (2006-2014). Ekon.mag. vid SU.

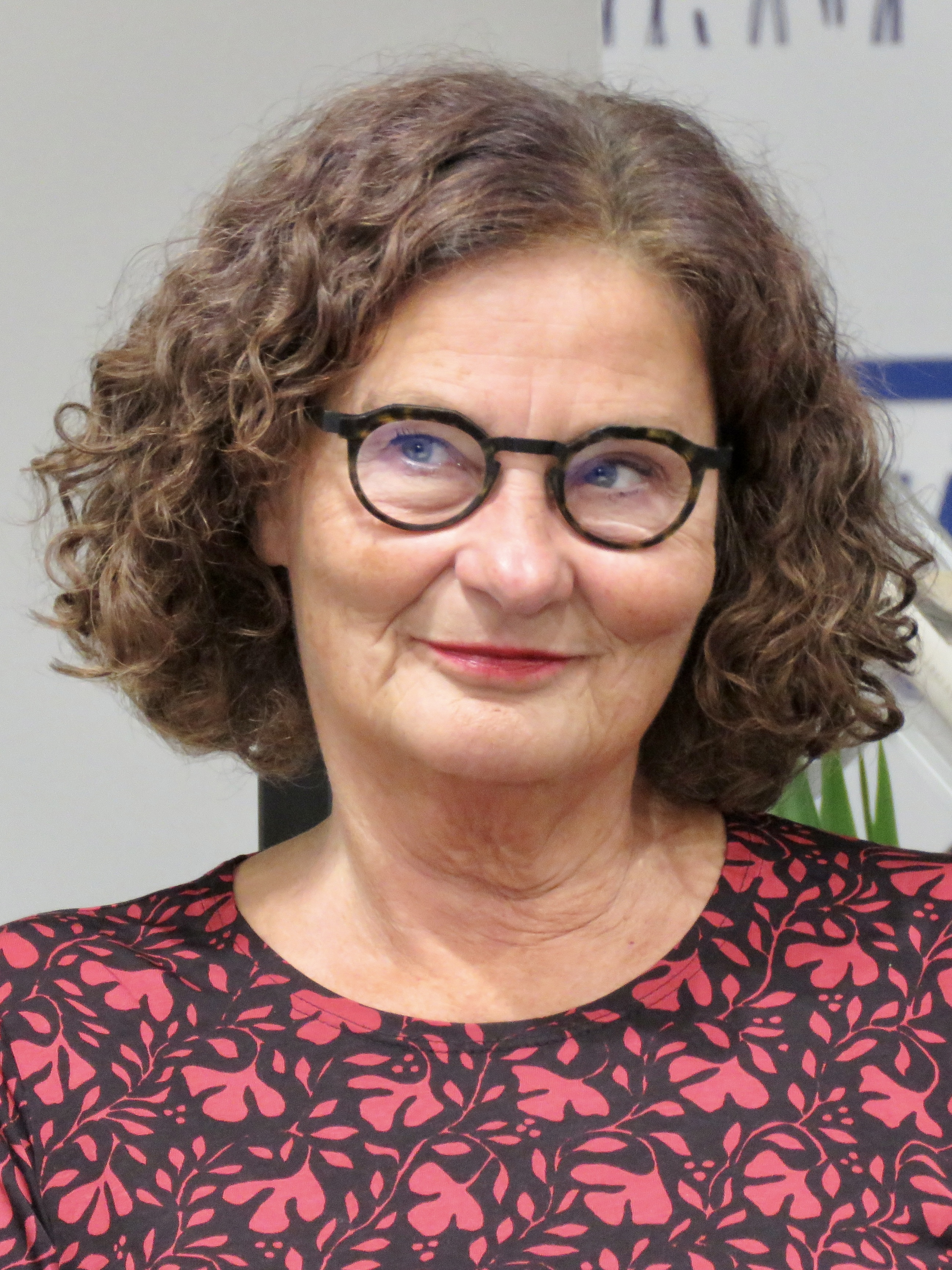
Ebba Witt-Brattström, litteraturvetare, professor.

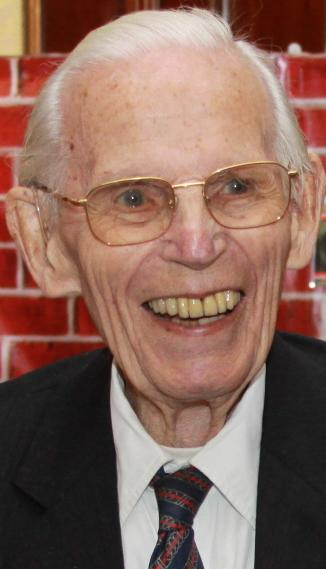
Peter Wallenberg, affärsman.

#### Forskning
- Bert Bolin, meteorolog, en av grundarna av FN:s klimatpanel IPCC och dess första ordförande
- Gunnar von Heijne, professor vid Institutionen för biokemi och biofysik
- Harry Flam, professor i internationell ekonomi
- Christer Fuglesang, astronaut, docent i partikelfysik
- Sven Hedin, upptäcktsresande, ledamot av Svenska Akademien, författare
- Oskar Klein, professor i fysik
- Assar Lindbeck, professor i internationell ekonomi, konstnär
- Johan Rockström, professor i miljövetenskap
- Carl-Gustav Rossby, meteorolog
- Ebba Witt-Brattström, litteraturvetare, professor

#### Näringsliv
- Mia Brunell, VD Kinnevik
- Annika Falkengren, f.d. VD SEB
- Lars Nyberg, företagsledare
- Johan Staël von Holstein, entreprenör
- Martin Tivéus, f.d. VD Avanza Bank
- Peter Wallenberg, jur.kand., industriman
- Peter Wiklöf, VD Ålandsbanken
- Michael Wolf, f.d. VD Swedbank
- Torbjörn Törnqvist, VD och grundare av oljehandelsföretaget Gunvor
- Jan Stenberg, f.d. VD SAS

#### Politik och samhälle
- Anna Lindh, Jur.kand, f.d Utrikesminister (S)
- Alice Bah Kuhnke, kulturminister (MP), programledare
- Carl Bildt, diplomat, f.d. utrikesminister, f.d. statsminister (M)
- Thomas Bodström, advokat, f.d. justitieminister (S)
- Gösta Bohman, jur.kand., politiker, f.d. finansminister (M)
- Anders Borg, f.d. finansminister (M)
- Hans Blix, diplomat, f.d. generaldirektör för Internationella atomenergiorganet (IAEA), f.d. utrikesminister (FP)
- Urban Bäckström, f.d. riksbankschef
- Kerstin Calissendorff, justitieråd vid Högsta domstolen
- Sara Danius, professor, ledamot av Svenska Akademien, tillträdande Ständig sekreterare (1 juni 2015)
- Harald Edelstam, jur.kand., diplomat och ambassadör
- Horace Engdahl, litteraturvetare, ämbetsman
- Gustav Fridolin, utbildningsminister (MP)
- Dag Hammarskjöld, FN:s generalsekreterare, fil. dr i nationalekonomi
- Kerstin Hessius, VD 3:e AP-fonden
- Anna Kinberg Batra, f.d. partiledare (M)
- Gunnar Lagergren, domare, f.d. riksmarskalk
- Per Nuder, f.d. finansminister (S)
- H.K.H. Prinsessan Madeleine
- Elisabeth Massi Fritz, advokat
- Olof Palme, jur.kand., f.d. statsminister (S)
- Giorgos Papandreou, Greklands tidigare premiärminister
- Leif G.W. Persson, kriminolog
- Fredrik Reinfeldt, f.d. statsminister (M)
- Åsa Romson, jur.dr, klimat- och miljöminister[33] (MP)
- Sten Rudholm, ämbetsman, Serafimerriddare
- Martin Schibbye, journalist
- Sara Skyttedal, europaparlamentariker (KD), tidigare förbundsordförande KDU
- Bengt Svenson, jur.kand., Rikspolischef
- H.K.H. Kronprinsessan Victoria
- Gunnar Myrdal

#### Underhållning och konst
- Alexander Ahndoril, författare
- Dilan Apak, komiker
- Daniel Birnbaum, chef Moderna Museet
- Edward Blom, kulturvetare
- Alexandra Coelho Ahndoril, författare
- Aron Flam, komiker
- Kjell Höglund, musiker
- Maria Lind, konstkritiker
- Petra Mede, komiker, programledare
- Greg Poehler, skådespelare, författare
- André Pops, programledare
- Johan Rheborg, skådespelare
- Vilgot Sjöman, filmregissör, författare
- Jonathan Unge, komiker

## Rektorer

### Rektorer för Stockholms högskola
Rektor valdes då antalet fast anställda lärare uppgick till tre, vilket inträffade i slutet av 1882. Inledningsvis sköttes rektorssysslorna av Hjalmar Holmgren från 1878 och av Robert Rubenson 1881-1882.
- 1882–1885 Eugen Warming, professor i botanik
- 1886 Gösta Mittag-Leffler, professor i ren matematik
- 1887–1890 Wilhelm Leche, professor i zoologi
- 1891–1892 Gösta Mittag-Leffler, professor i matematik
- 1893–1896 Otto Pettersson, professor i Kemi
- 1897–1902 Svante Arrhenius, professor i fysik
- 1902–1910 Gerard De Geer, professor i geologi
- 1911–1927 Ivar Bendixson, professor i högre matematisk analys
- 1927–1949 Sven Tunberg, professor i historia
- 1950–1958 Harald Cramér, professor i försäkringsmatematik och matematisk statistik
- 1958–1960(1966) Håkan Nial, professor i civilrätt (samt internationell privaträtt).

### Rektorer för Stockholms universitet
- (1958)1960–1966 Håkan Nial, professor i civilrätt (samt internationell privaträtt)
- 1966–1974 Dag Norberg, professor i latinska språket och litteraturen
- 1974–1978 Gunnar Hoppe, professor i geografi, särskilt naturgeografi
- 1978–1988 Staffan Helmfrid, professor i kulturgeografi med ekonomisk geografi
- 1988–1994 Inge Jonsson, professor i litteraturvetenskap
- 1994–2003 Gustaf Lindencrona, professor i finansrätt
- 2003–2004 Gunnel Engwall, professor i romanska språk, särskilt franska
- 2004–2012 Kåre Bremer, professor i systematisk botanik
- 2013–2025 Astrid Söderbergh Widding, professor i filmvetenskap
- 2025– Hans Adolfsson, professor i metallorganisk kemi